# Elz (Westerwald)

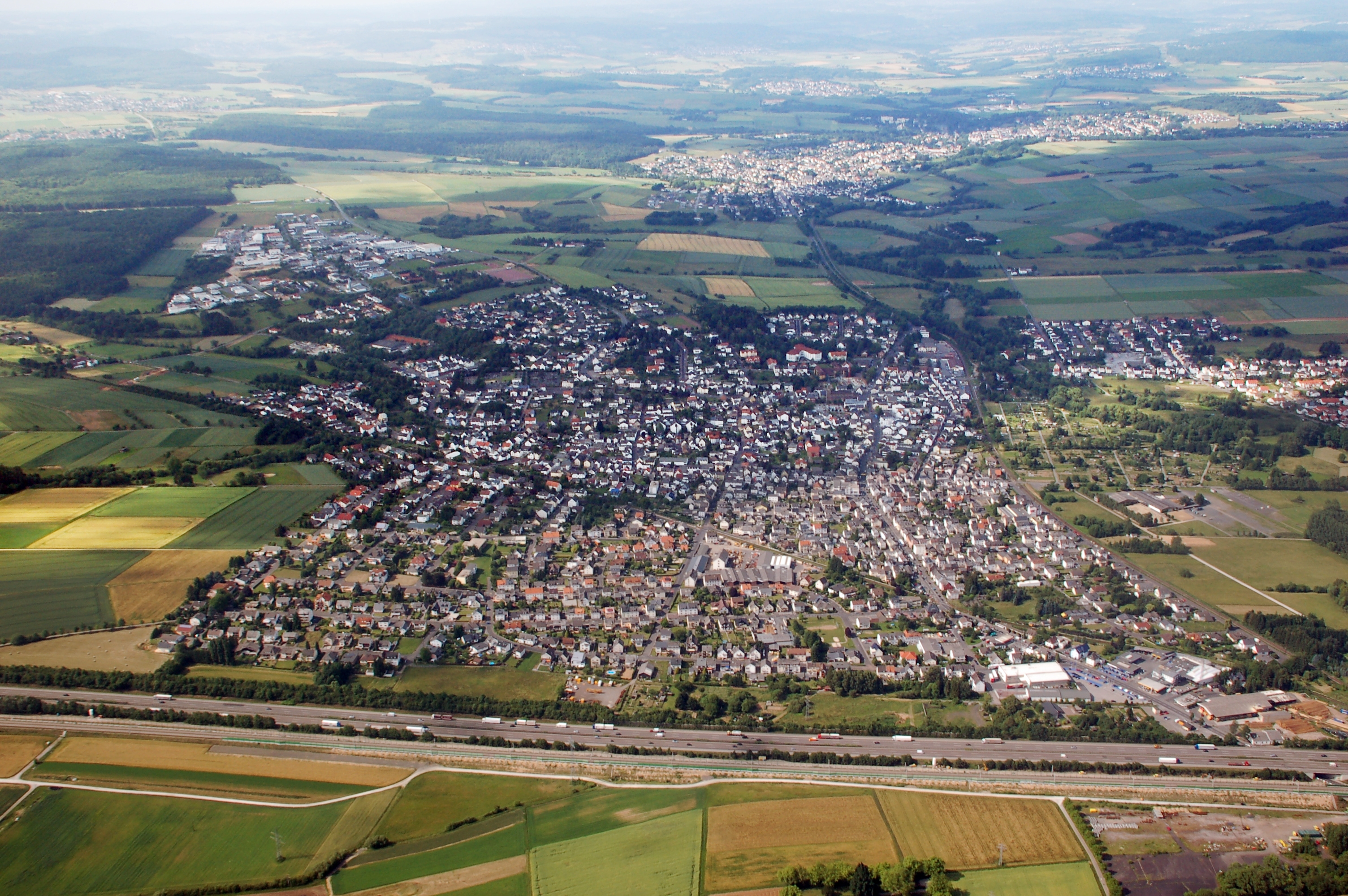
Luftaufnahme aus Richtung Süden, Autobahn im Vordergrund, Gewerbegebiet hinten links

Elz ist eine Gemeinde mit 8083 Einwohnern (31. Dezember 2024) im mittelhessischen Landkreis Limburg-Weilburg. Elz liegt an der Grenze zum Land Rheinland-Pfalz.

## Geographie

### Geographische Lage
Elz liegt im Limburger Becken, wobei das Gemeindegebiet in dessen westliche Randhöhen und damit in den Bereich des Niederwesterwaldes (Elzer Wald) hineinreicht. Von Norden nach Süden wird es vom flachhängigen Tal des Elbbachs durchquert, der im Hohen Westerwald entspringt, in Elz vom Erbach gespeist wird und in die südlich der auf 110 bis 291 m ü. NHN gelegenen Ortschaft fließende Lahn mündet.

### Geologie
Der recht breite Unterlauf des Elbbachs folgt einem tektonisch angelegten Grabenbruch (Elzer Graben), der sich nordwärts bis in den Bereich der Gemeinde Dornburg erstreckt. Der devonische Gesteinsuntergrund ist vor allem westlich des Elbbachs mit mächtigen Grabenfüllungen aus dem Tertiär überdeckt (Tone, Sande, Kiese), wovon besonders die Vorkommen an Quarzsand wirtschaftliche Bedeutung in der Region erlangten. Darüber lagern eiszeitliche Lößdecken, die die Grundlage für eine ertragreiche Landwirtschaft bilden.

### Nachbargemeinden
Elz grenzt im Norden an die Gemeinde Hundsangen (im Westerwaldkreis in Rheinland-Pfalz) und die Stadt Hadamar, im Osten und Süden an die Stadt Limburg (beide im Landkreis Limburg-Weilburg), sowie im Westen an die Gemeinden Hambach (im Rhein-Lahn-Kreis in Rheinland-Pfalz), Görgeshausen, Niedererbach und Obererbach (alle drei im Westerwaldkreis).

### Gemeindegliederung
Die Gemeinde gliedert sich in zwei Ortsteile (hier mit Einwohnerzahl, Stand: 31. Dezember 2021): Elz (7666) und Malmeneich (327).
Der Ortsteil Elz ist nach der Kernstadt von Limburg an der Lahn die zweitgrößte Ansiedlung im Landkreis Limburg-Weilburg und war lange Zeit die größte Gemeinde in Hessen, bei der es sich um keine Stadt im kommunalrechtlichen Sinn handelte. Der Anteil von ausländischen Staatsbürgern beträgt mit 990 Personen 13,94 % der Gesamtbevölkerung.

### Klima
Die Jahresdurchschnittstemperatur beträgt in Elz 8,5 °C und in Malmeneich 7,9 °C. Der durchschnittliche Jahresniederschlag beträgt in Elz 600 bis 650 mm und in Malmeneich 720 mm. Klimatische Bedingungen: Frühlingsanfang in Elz im Durchschnitt: 29. April bis 5. Mai.

## Geschichte

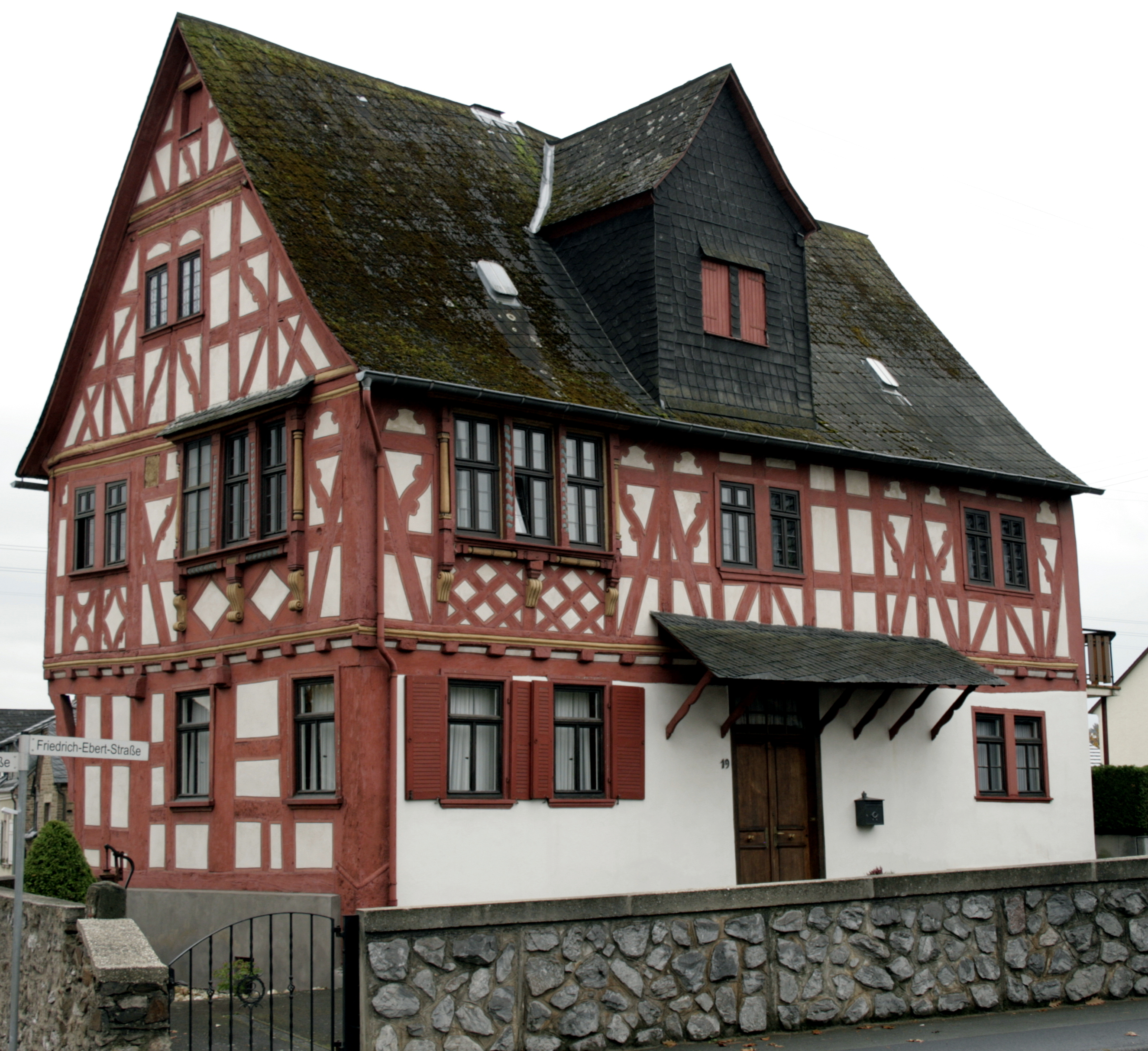
„Bausche Haus“, ehemaliger Adelshof
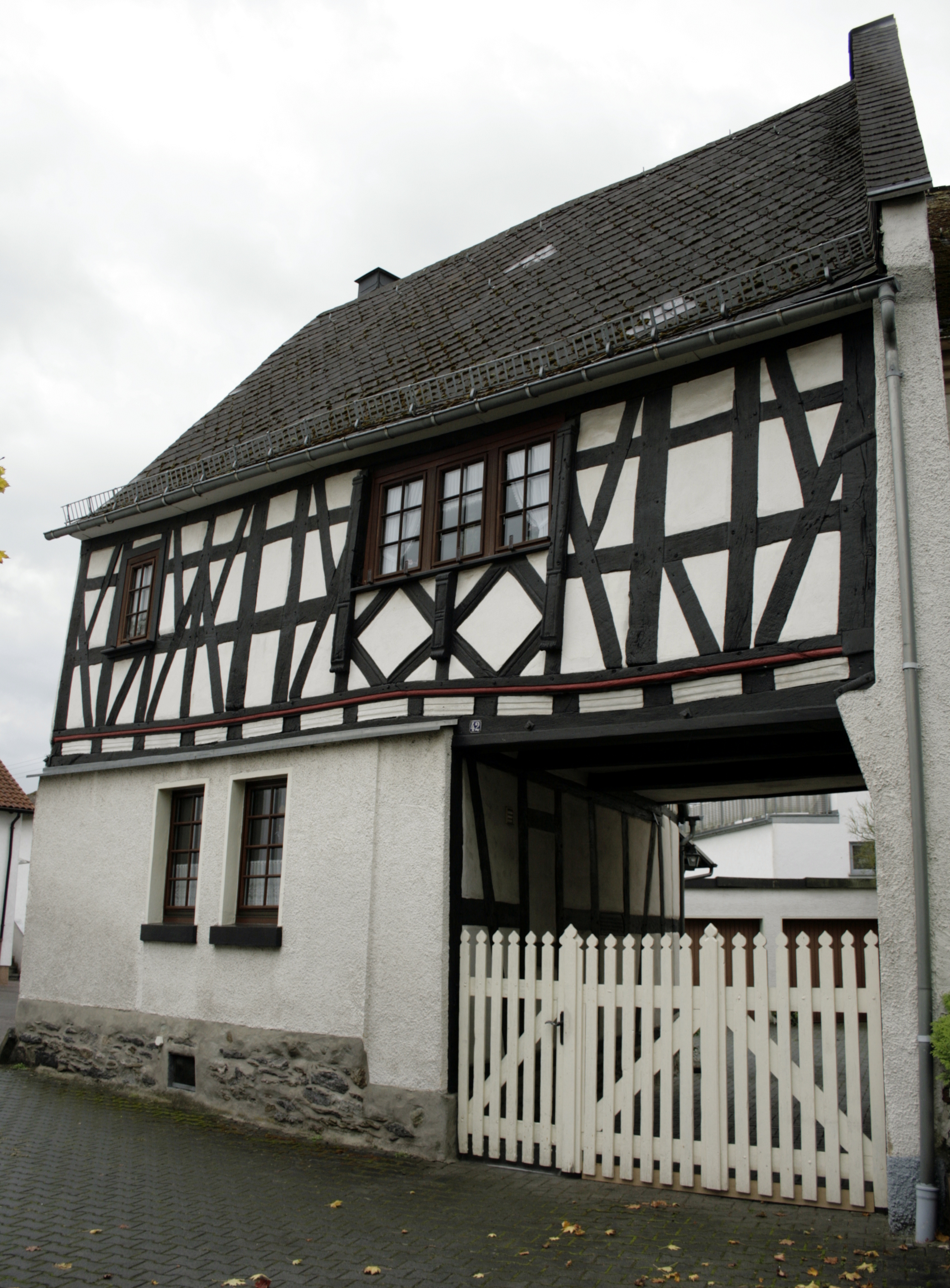
Ehemaliger Hof des Klosters Eberbach
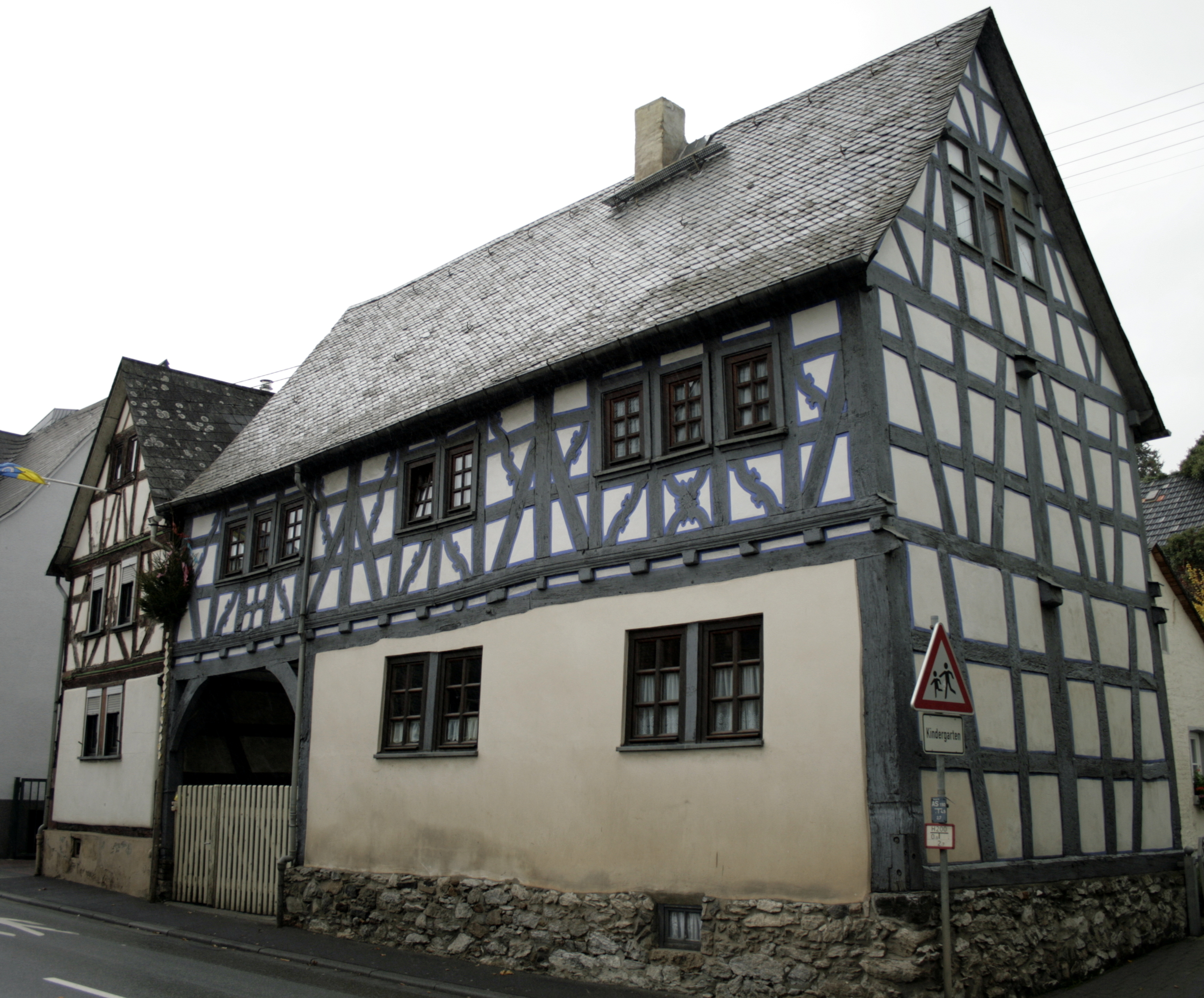
Wohnhaus, erbaut um 1700, an der Pfortenstraße

### Ortsgeschichte
Der Ortsname leitet sich vermutlich von der Erle ab. Elz taucht, soweit bekannt, erstmals in der – heute nicht mehr erhaltenen – Wiltrud-Urkunde von 933 auf. Die älteste erhaltene Urkunde stammt aus dem Jahr 1145.
Älteste menschliche Spuren findet man aus fast allen vorgeschichtlichen Epochen in der Elzer Gemarkung: der Jungsteinzeit, der Bronzezeit, der Eisenzeit (ausgedehntes Hügelgräberfeld nahe der heutigen Autobahn), der römischen Kaiserzeit und der fränkischen Zeit. Der Hügel einer Niederungsburg im Tal der Mordschau im Elzer Gemeindewald weist auf eine frühe Besiedlung im Mittelalter hin.
Das Dorf lag an der wichtigen strata publica, der Hohen Straße zwischen Frankfurt am Main und Köln, und zeigt bis heute im Kern die charakteristische Form eines Straßendorfs. Im Mittelalter stand es zunächst unter königlicher Herrschaft und war am Anfang des 14. Jahrhunderts für kurze Zeit an die Herren von Limburg verlehnt. 1322 ging es zunächst als Pfand, spätestens 1406 mit dem Aussterben des Hauses Limburg als Besitz an das Kurfürstentum Trier über. Das Umland gehörte jedoch den Grafen von Nassau, was zu jahrhundertelangen Grenzstreitigkeiten führte.
Eine Kirche wurde im Jahr 1218 erstmals erwähnt.
Im Jahr 1436 verpfändete Kurfürst Raban von Helmstatt Elz zusammen mit anderen umliegenden Besitzungen für 22.000 rheinische Gulden an die Landgrafschaft Hessen. Am 1. September 1442 verlieh König Friedrich IV. Elz die Stadtrechte. Die Stadtrechtsurkunde hatte der Trierer Erzbischof Jakob I. von Sierck erwirkt. Die Originalurkunde ist heute verloren, aber im Landeshauptarchiv Koblenz werden drei beglaubigte Abschriften von 1442 und 1443 bewahrt (Bestand 1 A, Nr. 8101–8103). Die bald errichtete Stadtbefestigung wurde von den Grafen von Nassau wieder abgerissen. Der Straßenname Gräbengasse erinnert heute noch an die ungefähre Position eines Teils der Wehranlagen.
Die komplizierten Besitz- und Pfandverhältnisse führten zu weiteren Streitigkeiten zwischen der Landgrafschaft Hessen, Kurtrier und Nassau. Nassau sah sich durch die Stadtrechte und den damit verbundenen Bau von Befestigungen in unmittelbarer Nachbarschaft bedroht, überfiel Elz im Winter 1456 und zerstörte die neu errichteten Stadtmauern. Kurtrier und die Landgrafschaft setzten einen gemeinsamen Schultheißen ein. Häufig hatten Angehörige der Familie Staudt dieses Amt inne. Sie erbauten auch den repräsentativen Fachwerkhof, der noch heute als Rathaus dient. Ein Mitglied der Familie, das sich latinisiert Justus Studaeus Elsanus nannte, wurde Rechtsgelehrter an der Universität Marburg, war zeitweise deren Rektor, ab 1546 Kanzler des Fuldaer Fürstabts Philipp Schenk zu Schweinsberg, ab 1563 Frankfurter Bürger und Mitglied der Patriziergesellschaft Alten Limpurg.
Während der Hexenverfolgung wurden 1590 acht Frauen aus Elz in Limburg verbrannt. Im Dreißigjährigen Krieg wurde der Ort hart getroffen. Am Ende der Kämpfe sollen nur noch sieben Familien in Elz gewohnt haben. Der 1759 in Elz geborene Heinrich Arnoldi wurde Hofkaplan des letzten Trierer Kurfürsten Clemens Wenzeslaus von Sachsen.
Die ersten Anordnungen der Verhütung eines Brandes im Zusammenhang mit häuslichen Feuerstätten in Textform im Kurfürstentum Trier vom 9. Mai 1721 führten auch in Elz zu erheblichen Verbesserungen der Bauweise der Gebäude.
Mit der Säkularisation 1802 endete die Herrschaft Kurtriers und Elz kam an das Fürstentum Nassau-Weilburg. Von 1806 an gehörte es zum Herzogtum Nassau, das 1866 von Preußen annektiert wurde.
Im 19. Jahrhundert war Elz, wie zahlreiche Dörfer des Westerwalds, vom Pauperismus, der frühindustriellen Massenarmut, betroffen. Ähnlich wie die Bewohner der umliegenden Orte waren auch viele Elzer dazu gezwungen, ihren Unterhalt im Reisegewerbe zu verdienen. Dabei waren viele Einwohner von Elz (beispielsweise Cyrillus Bioneck, * 28. März 1797, und die Söhne Josef, Cyrillus, Philipp, Johann und Georg Bioneck) vor allem als Musiker in ganz Europa unterwegs. Diese Tradition der „Elzer Musikanten“ wird noch heute gepflegt. Am 17. September 1850 fiel ein Großteil des Orts einem Feuer zum Opfer. Im Jahr 1896 wurde das „St. Josefshaus“ als Krankenhaus errichtet; heute dient es als Altenheim.
Im Ersten Weltkrieg fielen 117 Elzer, im Zweiten rund 200, währenddessen auch zwei Luftangriffe auf den Ort geflogen wurden. Auch wurden im Zweiten Weltkrieg etliche Juden und andere Verfolgte deportiert. Am 17. Mai 2017 wurden zur Erinnerung daran die ersten Stolpersteine im Ort verlegt.
Hessische Gebietsreform (1970–1977)
Zum 31. Dezember 1971 wurde der Zentralort Elz im Zuge der Gebietsreform in Hessen um den Nachbarort Malmeneich durch freiwillige Eingemeindung vergrößert. Im selben Jahr siedelte das erste Unternehmen im neuen Gewerbegebiet am nordwestlichen Ortsrand an der Bundesstraße 8. Ortsbezirke nach der Hessischen Gemeindeordnung wurden nicht errichtet.

### Verwaltungsgeschichte im Überblick
Die folgende Liste zeigt die Staaten und Verwaltungseinheiten, denen Elz angehört(e):
- vor 1803: Heiliges Römisches Reich, Kurfürstentum Trier, Unteres Erzstift, Amt Limburg, Gericht Elz
- ab 1803: Heiliges Römisches Reich, Fürstentum Nassau-Usingen,[Anm. 2] Amt Limburg
- ab 1816: Herzogtum Nassau,[Anm. 3] Amt Hadamar
- ab 1849: Herzogtum Nassau, Kreisamt Hadamar[Anm. 4]
- ab 1854: Herzogtum Nassau, Amt Hadamar
- ab 1867: Norddeutscher Bund, Königreich Preußen, Provinz Hessen-Nassau, Regierungsbezirk Wiesbaden, Oberlahnkreis[Anm. 5]
- ab 1871: Deutsches Reich, Königreich Preußen, Provinz Hessen-Nassau, Regierungsbezirk Wiesbaden, Oberlahnkreis
- ab 1886: Deutsches Reich, Königreich Preußen, Provinz Hessen-Nassau, Regierungsbezirk Wiesbaden, Kreis Limburg
- ab 1918: Deutsches Reich, Freistaat Preußen, Provinz Hessen-Nassau, Regierungsbezirk Wiesbaden, Kreis Limburg
- ab 1944: Deutsches Reich, Freistaat Preußen, Provinz Nassau, Landkreis Limburg
- ab 1945: Deutsches Reich, Amerikanische Besatzungszone, Groß-Hessen, Regierungsbezirk Wiesbaden, Landkreis Limburg
- ab 1946: Deutsches Reich, Amerikanische Besatzungszone, Hessen, Regierungsbezirk Wiesbaden, Landkreis Limburg
- ab 1949: Bundesrepublik Deutschland, Hessen, Regierungsbezirk Wiesbaden, Landkreis Limburg
- ab 1968: Bundesrepublik Deutschland, Hessen, Regierungsbezirk Darmstadt, Landkreis Limburg
- ab 1974: Bundesrepublik Deutschland, Hessen, Regierungsbezirk Darmstadt, Landkreis Limburg-Weilburg
- ab 1981: Bundesrepublik Deutschland, Hessen, Regierungsbezirk Gießen, Landkreis Limburg-Weilburg

## Bevölkerung
Einwohnerstruktur 2011
Nach den Erhebungen des Zensus 2011 lebten am Stichtag, dem 9. Mai 2011, in Elz 8049 Einwohner. Nach dem Lebensalter waren 1551 Einwohner unter 18 Jahren, 3348 zwischen 18 und 49, 1506 zwischen 50 und 64 und 1641 Einwohner waren älter. Unter den Einwohnern waren 817 (10,2 %) Ausländer, von denen 240 aus dem EU-Ausland, 476 aus anderen europäischen Ländern und 101 aus anderen Staaten kamen. (Bis zum Jahr 2020 erhöhte sich die Ausländerquote auf 14,6 %.) Die Einwohner lebten in 3306 Haushalten. Davon waren 1002 Singlehaushalte, 939 Paare ohne Kinder und 1062 Paare mit Kindern, sowie 149 Alleinerziehende und 54 Wohngemeinschaften. In 708 Haushalten lebten ausschließlich Senioren und in 2253 Haushaltungen lebten keine Senioren.
Einwohnerentwicklung
| Elz: Einwohnerzahlen von 1834 bis 2020 | Elz: Einwohnerzahlen von 1834 bis 2020 | Elz: Einwohnerzahlen von 1834 bis 2020 | Elz: Einwohnerzahlen von 1834 bis 2020 | Elz: Einwohnerzahlen von 1834 bis 2020 |
| --- | -------------------------------------- | -------------------------------------- | -------------------------------------- | -------------------------------------- |
| Jahr |                                        |                                        |                                        | Einwohner                              |
| 1834 | 1834                                   |                                        | 1.255                                  | 1.255                                  |
| 1840 | 1840                                   |                                        | 1.559                                  | 1.559                                  |
| 1846 | 1846                                   |                                        | 1.563                                  | 1.563                                  |
| 1852 | 1852                                   |                                        | 1.609                                  | 1.609                                  |
| 1858 | 1858                                   |                                        | 1.672                                  | 1.672                                  |
| 1864 | 1864                                   |                                        | 1.882                                  | 1.882                                  |
| 1871 | 1871                                   |                                        | 1.932                                  | 1.932                                  |
| 1875 | 1875                                   |                                        | 2.127                                  | 2.127                                  |
| 1885 | 1885                                   |                                        | 2.295                                  | 2.295                                  |
| 1895 | 1895                                   |                                        | 2.391                                  | 2.391                                  |
| 1905 | 1905                                   |                                        | 2.827                                  | 2.827                                  |
| 1910 | 1910                                   |                                        | 3.147                                  | 3.147                                  |
| 1925 | 1925                                   |                                        | 3.680                                  | 3.680                                  |
| 1939 | 1939                                   |                                        | 4.129                                  | 4.129                                  |
| 1946 | 1946                                   |                                        | 4.808                                  | 4.808                                  |
| 1950 | 1950                                   |                                        | 5.046                                  | 5.046                                  |
| 1956 | 1956                                   |                                        | 5.589                                  | 5.589                                  |
| 1961 | 1961                                   |                                        | 5.831                                  | 5.831                                  |
| 1967 | 1967                                   |                                        | 6.459                                  | 6.459                                  |
| 1970 | 1970                                   |                                        | 6.493                                  | 6.493                                  |
| 1972 | 1972                                   |                                        | 6.932                                  | 6.932                                  |
| 1975 | 1975                                   |                                        | 7.000                                  | 7.000                                  |
| 1980 | 1980                                   |                                        | 6.886                                  | 6.886                                  |
| 1985 | 1985                                   |                                        | 6.832                                  | 6.832                                  |
| 1990 | 1990                                   |                                        | 6.781                                  | 6.781                                  |
| 1995 | 1995                                   |                                        | 7.449                                  | 7.449                                  |
| 2000 | 2000                                   |                                        | 7.924                                  | 7.924                                  |
| 2005 | 2005                                   |                                        | 7.969                                  | 7.969                                  |
| 2010 | 2010                                   |                                        | 7.967                                  | 7.967                                  |
| 2011 | 2011                                   |                                        | 8.049                                  | 8.049                                  |
| 2015 | 2015                                   |                                        | 8.123                                  | 8.123                                  |
| 2020 | 2020                                   |                                        | 7.988                                  | 7.988                                  |
| Datenquelle: Historisches Gemeindeverzeichnis für Hessen: Die Bevölkerung der Gemeinden 1834 bis 1967. Wiesbaden: Hessisches Statistisches Landesamt, 1968. Weitere Quellen: LAGIS; 1972:; Hessisches Statistisches Informationssystem; Zensus 2011 Ab 1972 einschließlich der eingegliederten Gemeinde Malmeneich. |                                        |                                        |                                        |                                        |

## Religion

### Katholische PfarreiSankt Johannes der Täufer

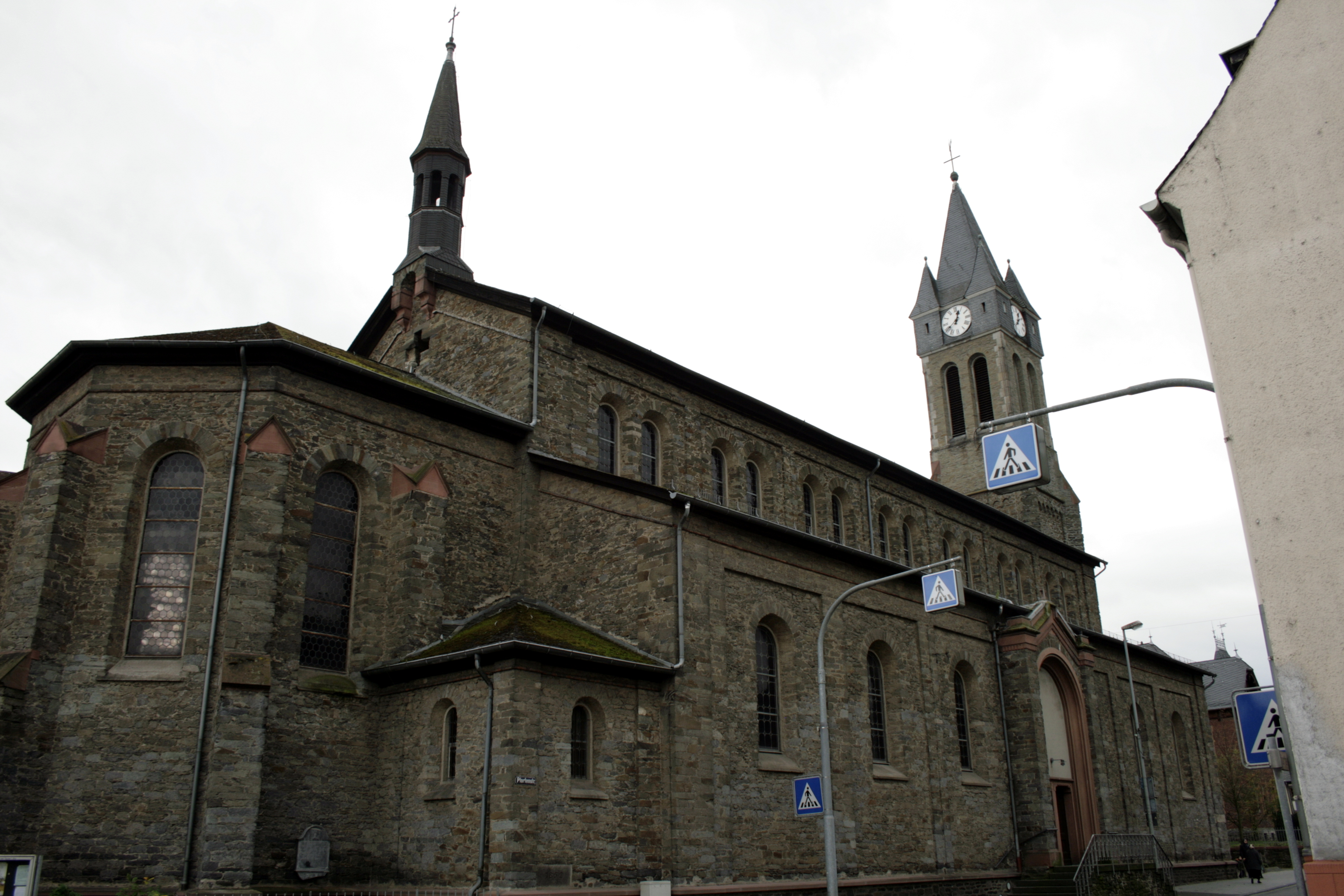
Pfarrkirche St. Johannes der Täufer
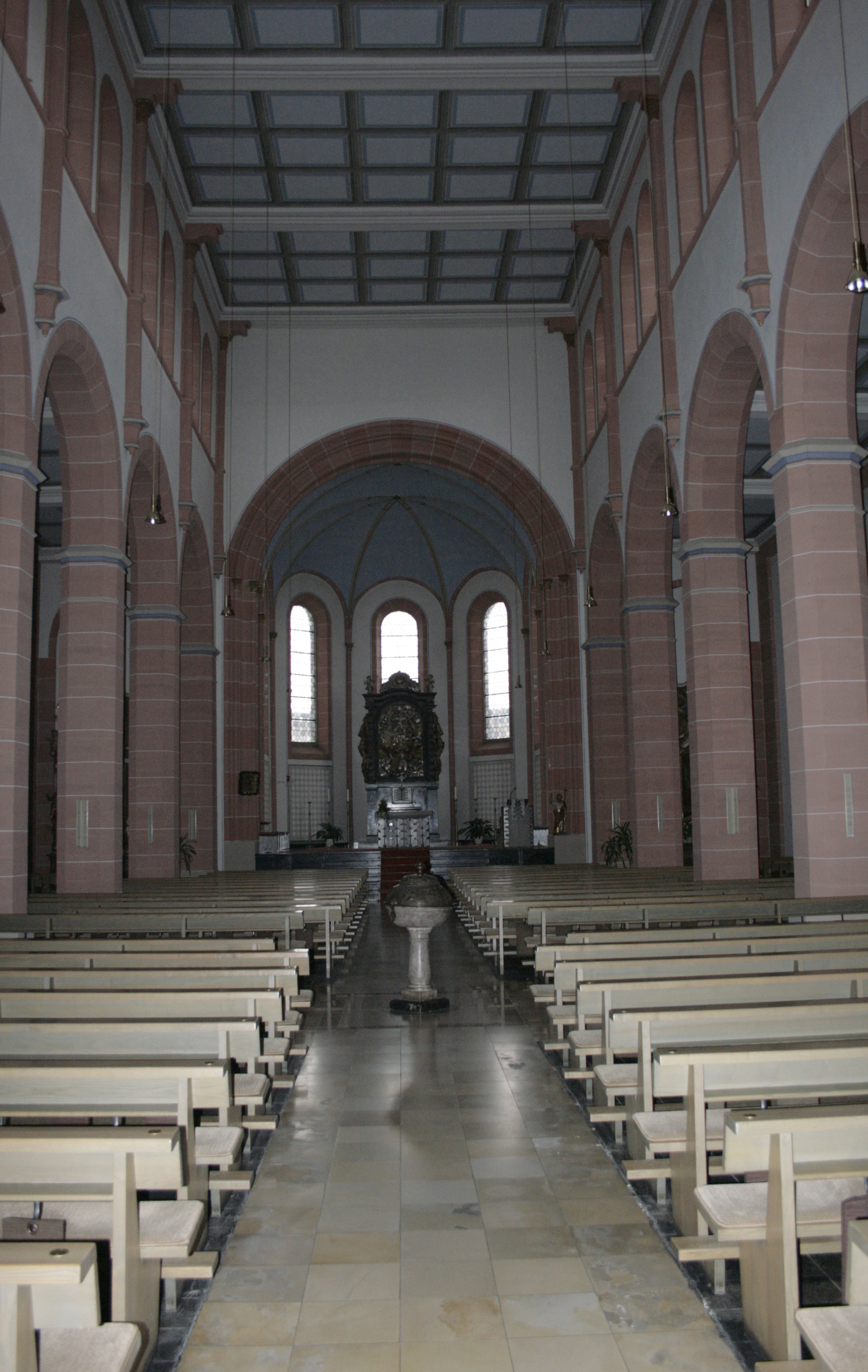
Blick zum Chorraum der Pfarrkirche
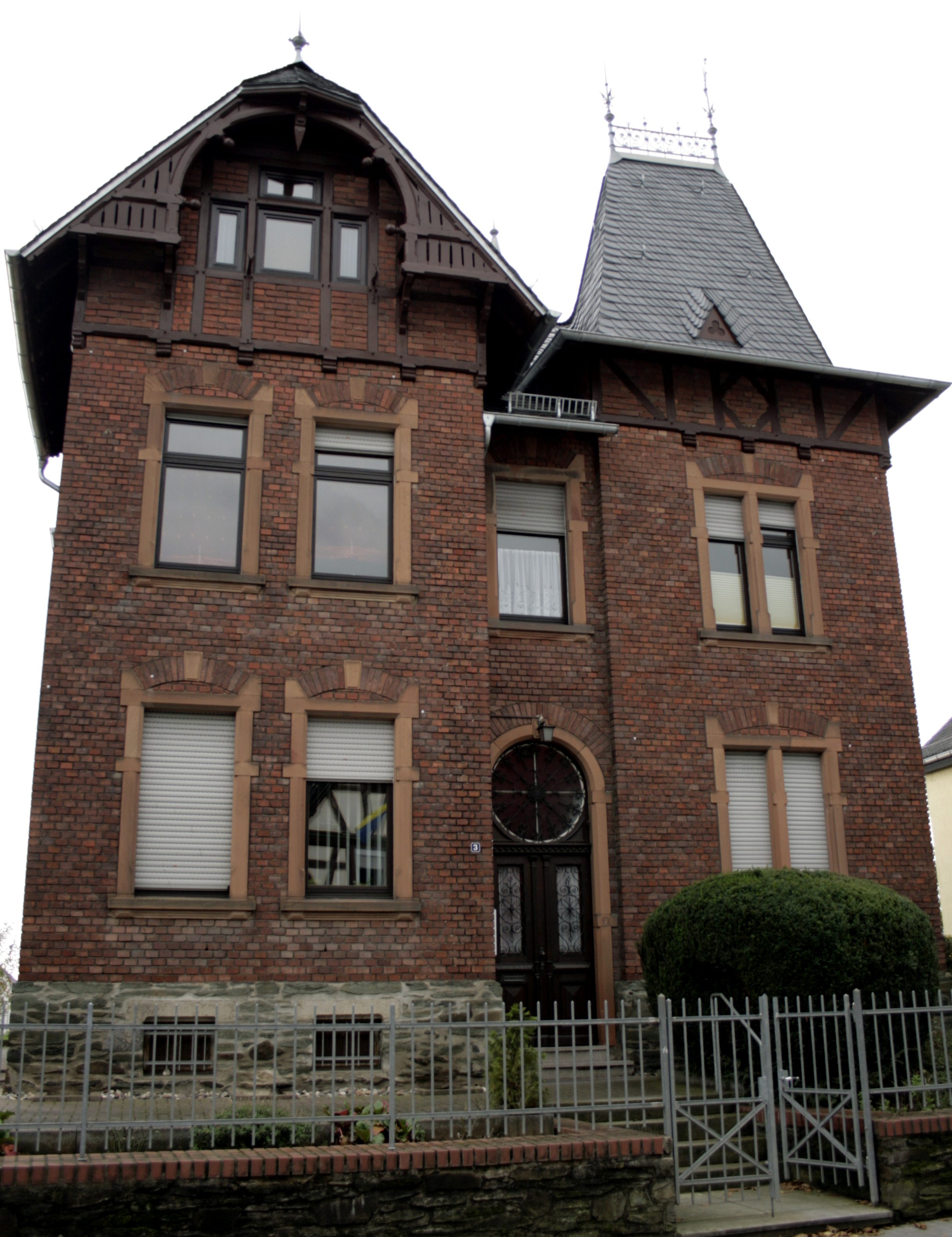
Pfarrhaus

Historisches
Bis ins 13. Jahrhundert gehörte Elz mit bis zu 20 anderen Orten zur bedeutenden Pfarrei Dietkirchen. Überlieferungen zufolge ist Elz seit dem Jahr 1234 schon eine eigenständige Pfarrei. Vor der heutigen Pfarrkirche „Sankt Johannes der Täufer“, die wesentlich das Dorfbild prägt, stand an gleicher Stelle eine kleinere Kirche, deren genaue Ausmaße und Aussehen nur vage bekannt sind. Es sind Angaben von einem romanischen Bauwerk mit einer Länge von rund 13,50 m und einer Breite von 9,30 m zu finden. Der heute westlich verlagerte Friedhof lag zu damaliger Zeit rund um die alte Pfarrkirche. Im Jahr 1846 stürzte das Dach der alten Kirche ein. Die Freiheitsbewegung des Jahres 1848 hatte zur Folge, dass die Elzer Katholiken wieder viele Jahrzehnte zur Wallfahrtskapelle Maria Hilf in Beselich pilgerten und dort eindrucksvoll ihren Glauben kundgaben.
Die heutige Pfarrkirche
Erste Vorarbeiten für den Bau nach einem Entwurf des Baumeisters Rock aus Nassau begannen schon 1851. Die Grundsteinlegung erfolgte am 27. Juni 1852 mit einer Messe, die Bischof Peter Josef Blum zelebrierte. Nach rund zwei Jahren wurde die Kirche (zwar noch ohne Turm) am 19. November 1854 durch Bischof Blum eingeweiht. Im Altar befinden sich seitdem Reliquien der Märtyrer Bonifatius, Clemens und Blandinia. Das Fest der Kirchweihe wurde damals auf den ersten Sonntag nach dem Herbstquatember festgelegt. Nachdem die Deutsche Bischofskonferenz 1872 den Feiertag verlegt hat, wurde der dritte Sonntag im September als Termin für den Kirmessonntag bestimmt. Am 22. April 1908 stimmten der Kirchenvorstand und die Gemeindevertretung dem Bau eines neuen Turmes zu. Dieser hat eine Höhe von 48 Metern und ist seit dem 8. Dezember 1952 mit einem Vierergeläut bestückt. Es handelt sich um einen neuromanischen Bau aus unverputzten Natursteinen. Rundbögen bestimmen die innere wie die äußere Gestaltung. Die Portale an den Langseiten weisen byzantinische Stilelemente auf. Der Altaraufbau, der die Krönung Mariens zeigt, stammt aus dem Kloster Ilbenstadt. Zwei Seitenaltäre aus dem Limburger Dom und die Kreuzigungsgruppe werden dem Hadamarer Barock zugeordnet.
Das benachbarte Pfarrhaus sticht durch Klinkersteine als Baumaterial und seinen Landhausstil aus der umliegenden Fachwerk-Architektur hervor.
Seelsorger der Gemeinde seit dem 20. Jahrhundert
- Clemens Verdelmann 1892–1914
- Ferdinand Müller 1914–1922
- Caspar Fein 1922–1956[20]
- Alfons Kirchgässner 1933–1935 als Kaplan
- Alois Weier 1956–1967
- Reinhard Klein 1967–1986
- Rainer Sarholz 1986–1995
- Franz-Josef Kremer 1997–2016
- Gereon Rehberg 2017–2019, Dompfarrer in Limburg und Pfarrverwalter von Elz
- Steffen Henrich vom 1. August 2019 bis 31. August 2022 als Pfarrverwalter von Elz

In der Zeit von 1995 bis 1997 wurde die Pfarrei von mehreren Priestern kommissarisch betreut.

### Evangelische Kirchengemeinde
Die evangelische Kirchengemeinde Elz bildet zusammen mit der evangelischen Kirchengemeinde Staffel einen Verbund.

### Daten zur Religionszugehörigkeit
| • 1885: | 047 evangelische (= 2,05 %), 2248 katholische (= 97,95 %) Einwohner                           |
| • 1961: | 428 evangelische (= 7,34 %), 5367 katholische (= 92,04 %) Einwohner                           |
| • 1987: | 744 evangelische (= 11,0 %), 5628 katholische (= 83,9 %), 353 sonstige (= 5,1 %) Einwohner    |
| • 2011: | 1200 evangelische (= 14,9 %), 5030 katholische (= 52,5 %), 1819 sonstige (= 22,6 %) Einwohner |

## Politik

### Gemeindevertretung
Die Kommunalwahl am 14. März 2021 lieferte folgendes Ergebnis, in Vergleich zu früheren Kommunalwahlen:
| Sitzverteilung in der Gemeindevertretung 2021Insgesamt 31 Sitze - SPD: 9 - BL: 8 - CDU: 14 | Parteien und Wählergemeinschaften | Parteien und Wählergemeinschaften           | 2021  | 2021  | 2016  | 2016  | 2011  | 2011  | 2006  | 2006  | 2001  | 2001  |
| Sitzverteilung in der Gemeindevertretung 2021Insgesamt 31 Sitze - SPD: 9 - BL: 8 - CDU: 14 | Parteien und Wählergemeinschaften | Parteien und Wählergemeinschaften           | %     | Sitze | %     | Sitze | %     | Sitze | %     | Sitze | %     | Sitze |
| Sitzverteilung in der Gemeindevertretung 2021Insgesamt 31 Sitze - SPD: 9 - BL: 8 - CDU: 14 | CDU                               | Christlich Demokratische Union Deutschlands | 46,3  | 14    | 59,0  | 18    | 55,0  | 17    | 60,7  | 19    | 60,3  | 19    |
| Sitzverteilung in der Gemeindevertretung 2021Insgesamt 31 Sitze - SPD: 9 - BL: 8 - CDU: 14 | SPD                               | Sozialdemokratische Partei Deutschlands     | 29,2  | 9     | 41,0  | 13    | 28,7  | 9     | 21,9  | 7     | 21,0  | 7     |
| Sitzverteilung in der Gemeindevertretung 2021Insgesamt 31 Sitze - SPD: 9 - BL: 8 - CDU: 14 | BL                                | Bürger für Elz                              | 24,5  | 8     | —     | —     | —     | —     | —     | —     | –     | –     |
| Sitzverteilung in der Gemeindevertretung 2021Insgesamt 31 Sitze - SPD: 9 - BL: 8 - CDU: 14 | FWG                               | Freie Wählergemeinschaft Elz                | —     | —     | —     | —     | 16,3  | 5     | 13,8  | 4     | 13,7  | 4     |
| Sitzverteilung in der Gemeindevertretung 2021Insgesamt 31 Sitze - SPD: 9 - BL: 8 - CDU: 14 | Grüne                             | Bündnis 90/Die Grünen                       | —     | —     | —     | —     | —     | —     | 3,6   | 1     | 4,2   | 1     |
| Sitzverteilung in der Gemeindevertretung 2021Insgesamt 31 Sitze - SPD: 9 - BL: 8 - CDU: 14 | GBE                               | Grüne Bürger Elz                            | —     | —     | —     | —     | —     | —     | —     | —     | 0,8   | 0     |
| Sitzverteilung in der Gemeindevertretung 2021Insgesamt 31 Sitze - SPD: 9 - BL: 8 - CDU: 14 | Gesamt                            | Gesamt                                      | 100,0 | 31    | 100,0 | 31    | 100,0 | 31    | 100,0 | 31    | 100,0 | 31    |
| Sitzverteilung in der Gemeindevertretung 2021Insgesamt 31 Sitze - SPD: 9 - BL: 8 - CDU: 14 | Wahlbeteiligung in %              | Wahlbeteiligung in %                        | 54,9  | 54,9  | 51,4  | 51,4  | 45,7  | 45,7  | 44,6  | 44,6  | 55,4  | 55,4  |

Der Gemeindevorstand besteht aus neun Mitgliedern.

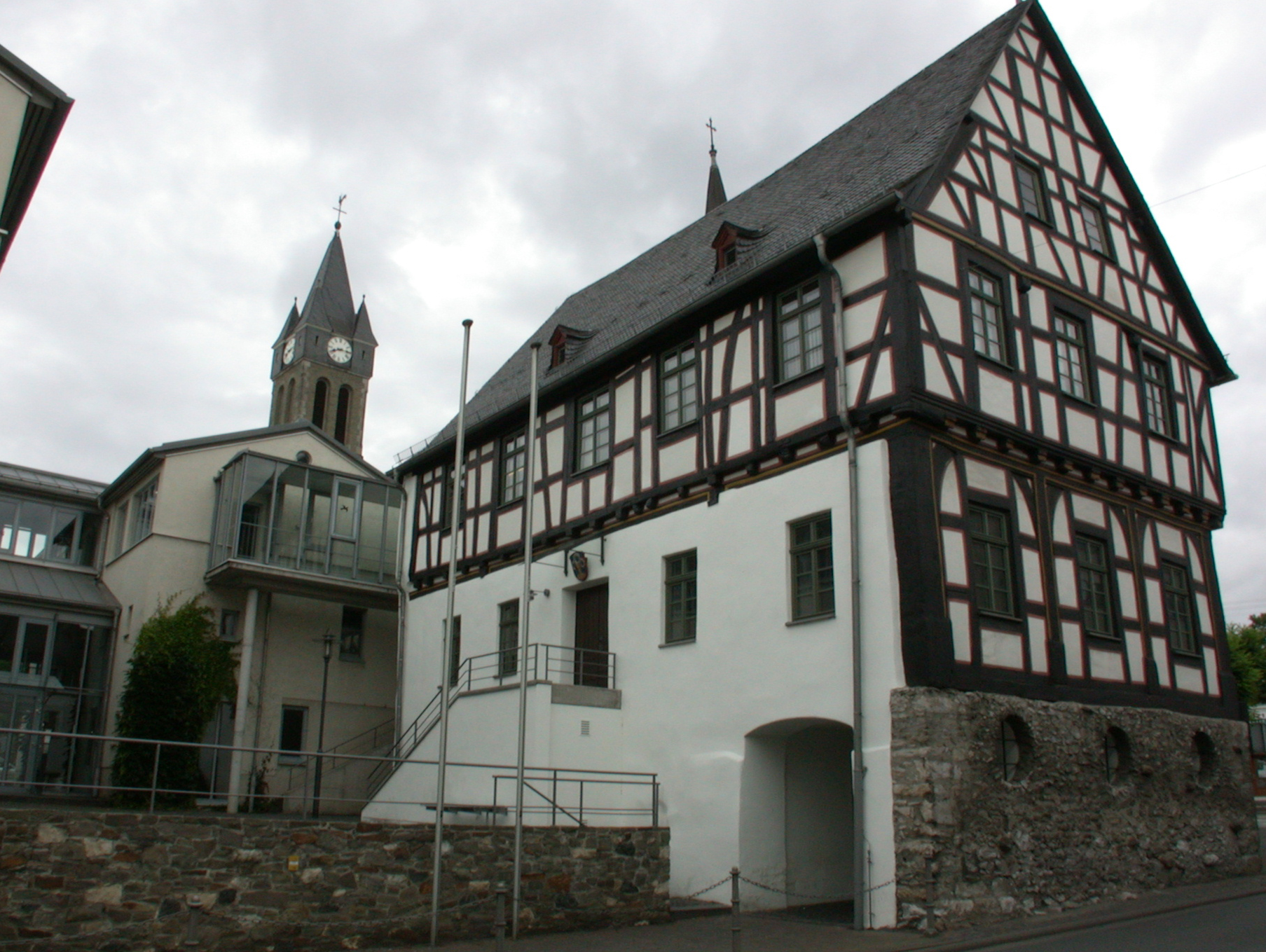
Rathaus der Gemeinde Elz, im Hintergrund der Turm der Pfarrkirche St. Johannes der Täufer

### Bürgermeister

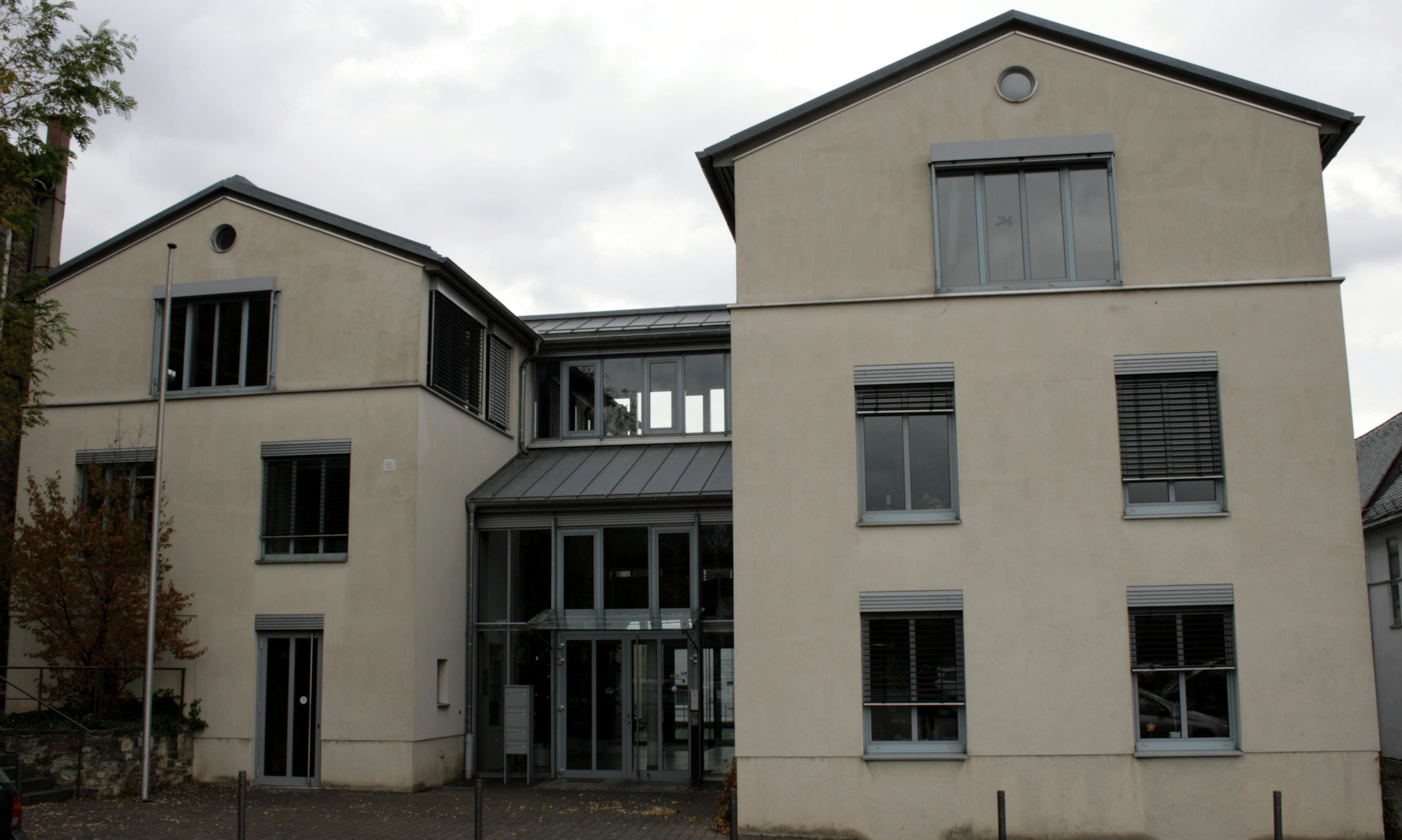
Neubautrakt des Rathauses, vom Hirtenplatz aus gesehen

Nach der hessischen Kommunalverfassung wird der Bürgermeister für eine sechsjährige Amtszeit gewählt, seit dem Jahr 1993 in einer Direktwahl, und ist Vorsitzender des Gemeindevorstands, dem in der Gemeinde Elz neben dem Bürgermeister ehrenamtlich ein Erster Beigeordneter und sieben weitere Beigeordnete angehören. Bürgermeister ist seit dem 1. April 2024 Matthias Schmidt (CDU), der in der Kommunalpolitik zuletzt Vorsitzender der Gemeindevertretung war. Er wurde als Nachfolger von Horst Kaiser (CDU), der nach drei Amtszeiten nicht wieder kandidiert hatte, am 8. Oktober 2023 im ersten Wahlgang ohne Gegenkandidaten bei 62,64 Prozent Wahlbeteiligung mit 83,61 Prozent der Stimmen gewählt.
Amtszeiten der Bürgermeister
- 2024–2030 Matthias Schmidt (CDU)[28]
- 2006–2024 Horst Kaiser (CDU)[29]
- 1982–2006 Winfried Schumacher (CDU)
- 1974–1981 Günter Schmitt (CDU)
- 1967–1974 Theo Michaely (CDU)
- 1945–1967 Joseph Friedrich (CDU)
- 1937–1945 Otto Kempa
- 1923–1935 Josef Drexler
- 1919–1923 Jakob Sommer
- 1911–1918 Edmund Pnischeck
- 1871–1911 Johann Schmidt

### Hoheitszeichen
Die Gemeinde Elz führt ein Dienstsiegel, ein Wappen und eine Flagge.

Bannerflagge

| Wappen der Gemeinde Elz | Blasonierung: „In Blau ein goldener Kelch mit Knauf und sechsstrahligem Fuß, beide mit grünen Steinen besetzt, darauf eine mit rotem Zackenband gezeichnete widersehende silberne Schlange mit roter, je dreizipfliger, gespaltenen Zunge, ihr Körper einen Kreis formend, Kopf und Schwanzspitze symmetrisch abwärts gekrümmt.“ |
| Wappen der Gemeinde Elz | Wappenbegründung: Im Jahr 1958 beschloss die Gemeindevertretung die Einführung des Elzer Wappens nach einem Entwurf des Hessischen Staatsarchivs Wiesbaden, welches auf einem Gerichtssiegel aus dem Jahr 1501 basiert. Mittelpunkt des Wappens ist ein Kelch mit Schlange. Dieses auch in anderen Kulturen verwendete Motiv stellt jedoch keineswegs eine Giftschlange dar, sondern symbolisiert, wie z. B. auch in Darstellungen in Apotheken und Krankenhäusern, eine heilbringende Schlange, die auf die antike Äskulap-Schlange zurückgeht. Daneben lässt sich in der Symbolik des Kelchs und der Schlange ein Hinweis auf den Schutzpatron der Pfarrkirche der Gemeinde finden: Einer Legende nach sog eine Schlange Gift aus dem Becher des Hl. Johannes der Täufer und bewahrte ihn so vor der Vergiftung. Die heraldischen Farben Rot und Silber erinnern an die Zugehörigkeit der Gemeinde zu Kurtrier von 1322 bis 1802, während Blau und Gold auf die Zugehörigkeit zu Nassau von 1803 bis 1866 hinweisen. |

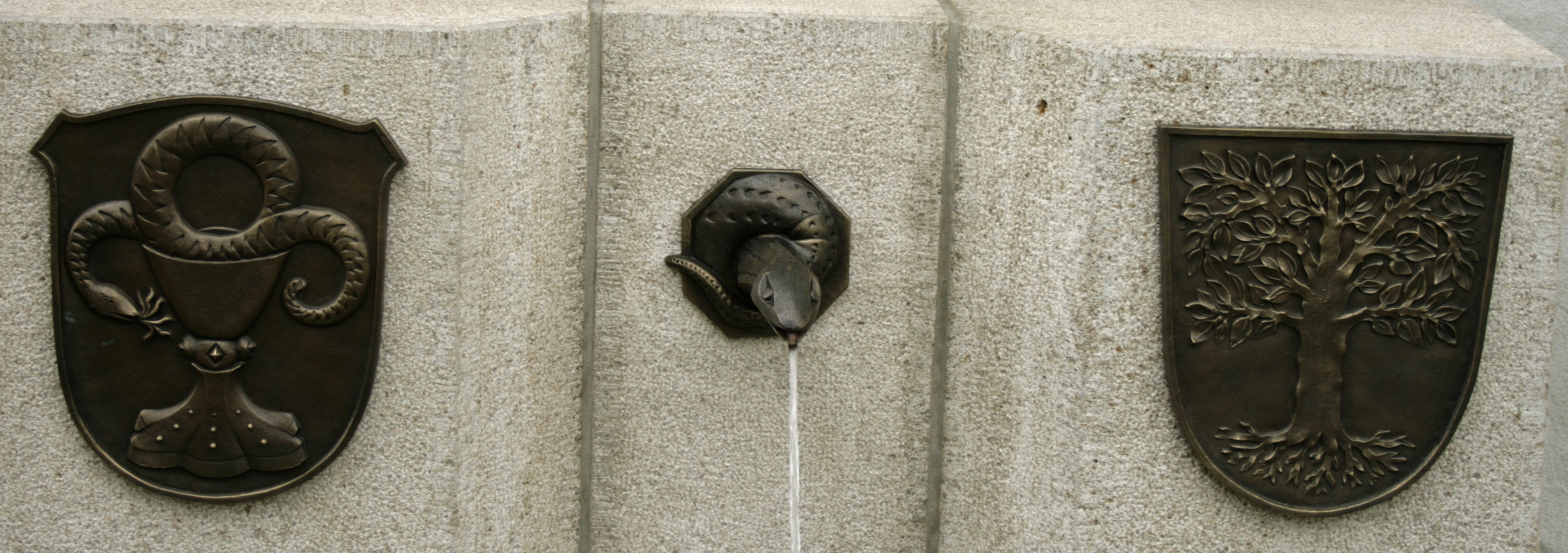
Wappen von Elz (links) und der Partnerstadt Waldmünchen am im Jahr 2008 eingeweihten Partnerschaftsbrunnen. Wasserspeier und Wappen von Bildhauerin Barbara Hillebrand.

### Gemeindepartnerschaften
Waldmünchen ist seit dem 28. Januar 2006 Partnergemeinde von Elz. Da sowohl Elz als auch Waldmünchen Stadtrechte, wenn auch ungenutzt, besitzen, ist die Verbindung offiziell eine Städtepartnerschaft. Initiiert wurde die freundschaftliche Beziehung bereits im Jahre 1972 durch den Männergesangsverein Frohsinn Elz, der in diesem Jahr zum ersten Mal eine Fahrt nach Waldmünchen unternahm. Über die Jahre entwickelte sich ein guter Kontakt zwischen Privatleuten und Vereinen beider Gemeinden. Durch die offizielle Partnerschaft, die in Elz und Waldmünchen mittlerweile durch Hinweisschilder an den Ortseingängen deutlich gemacht wird, sollen Austausch und Kontakt weiterhin gefestigt und vertieft werden.

## Kultur und Sehenswürdigkeiten

### Bauwerke

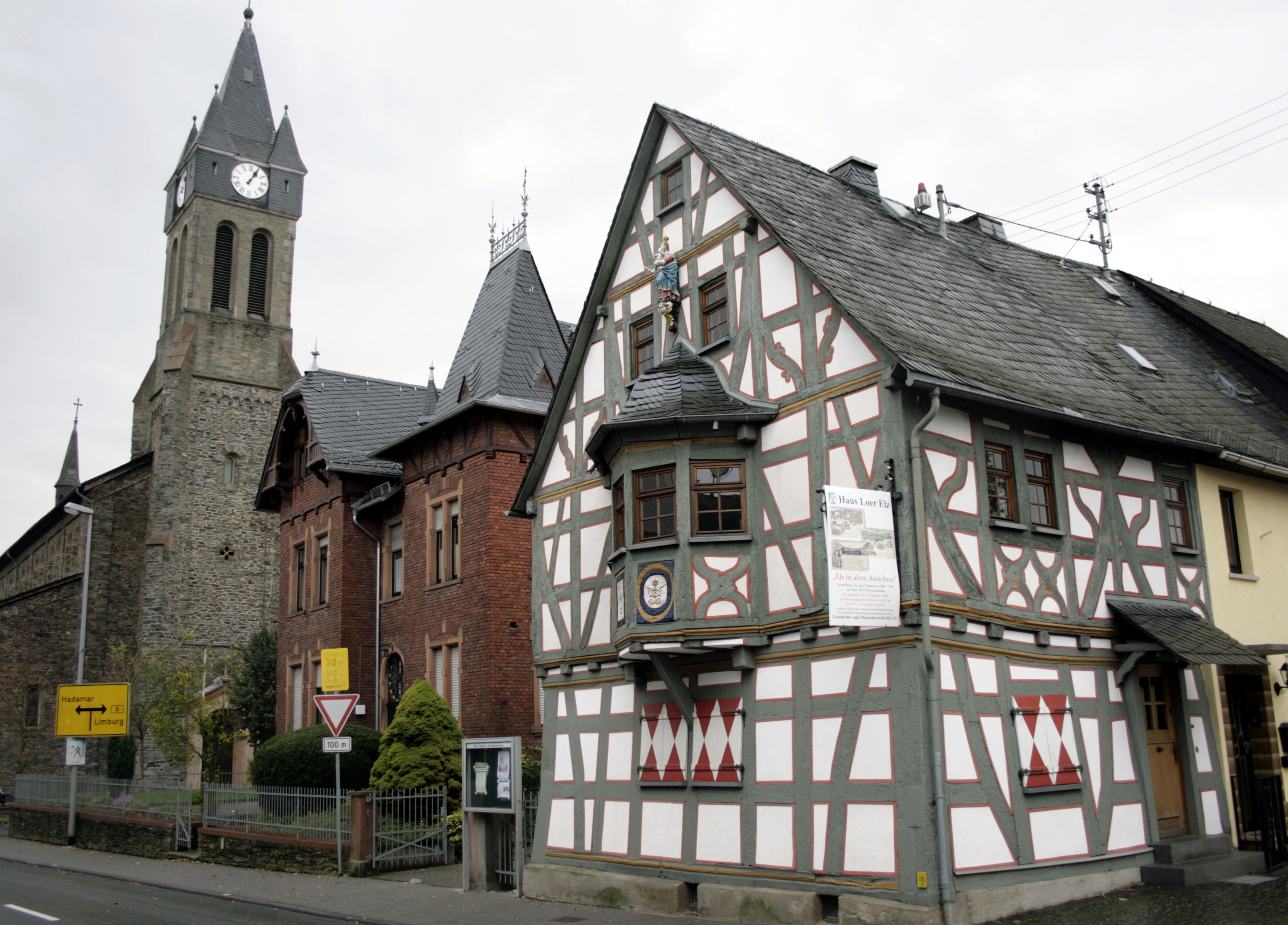
Haus Loer im Vordergrund, daneben Pfarrhaus und Pfarrkirche
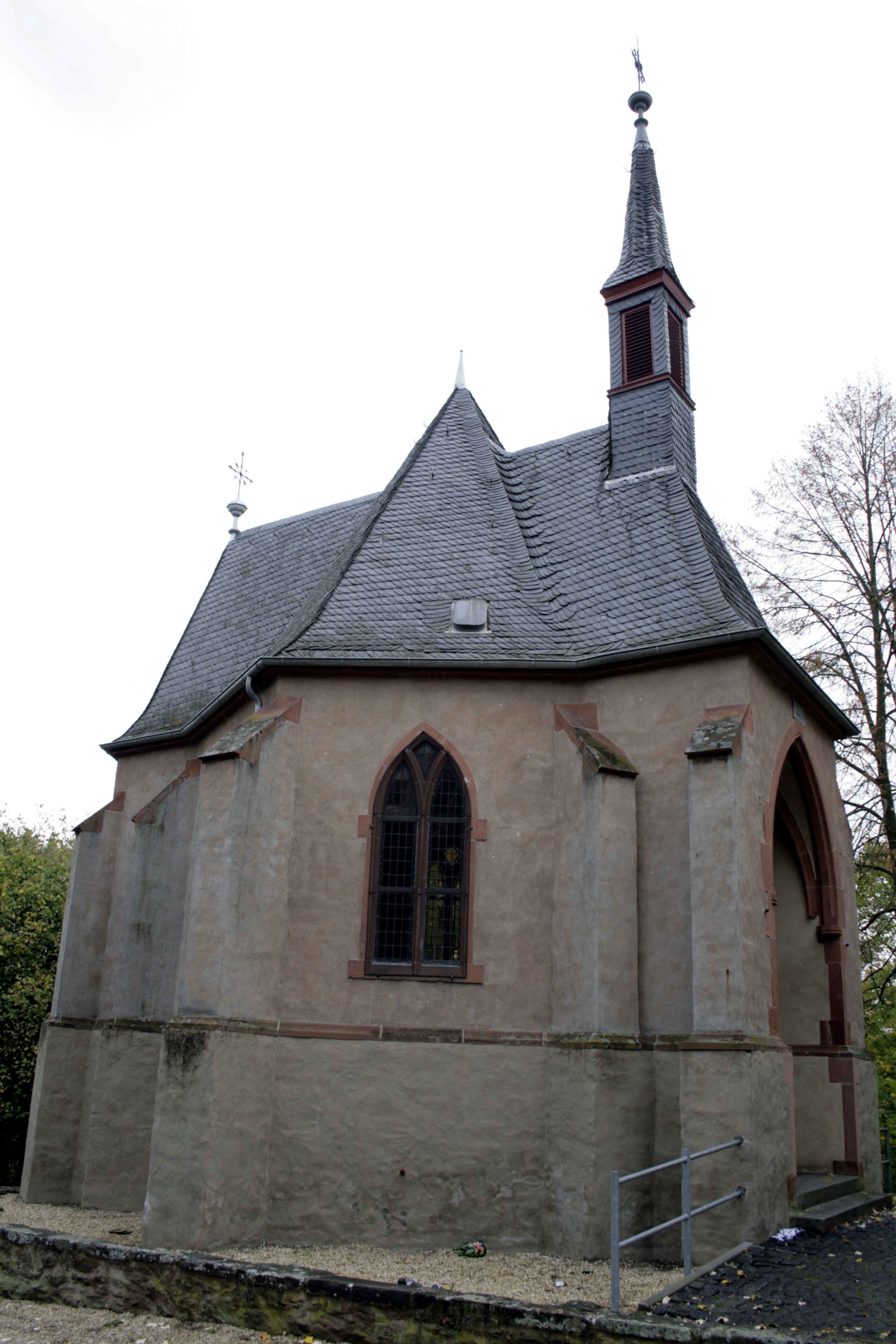
Johanneskapelle an der Straße in Richtung Niederhadamar
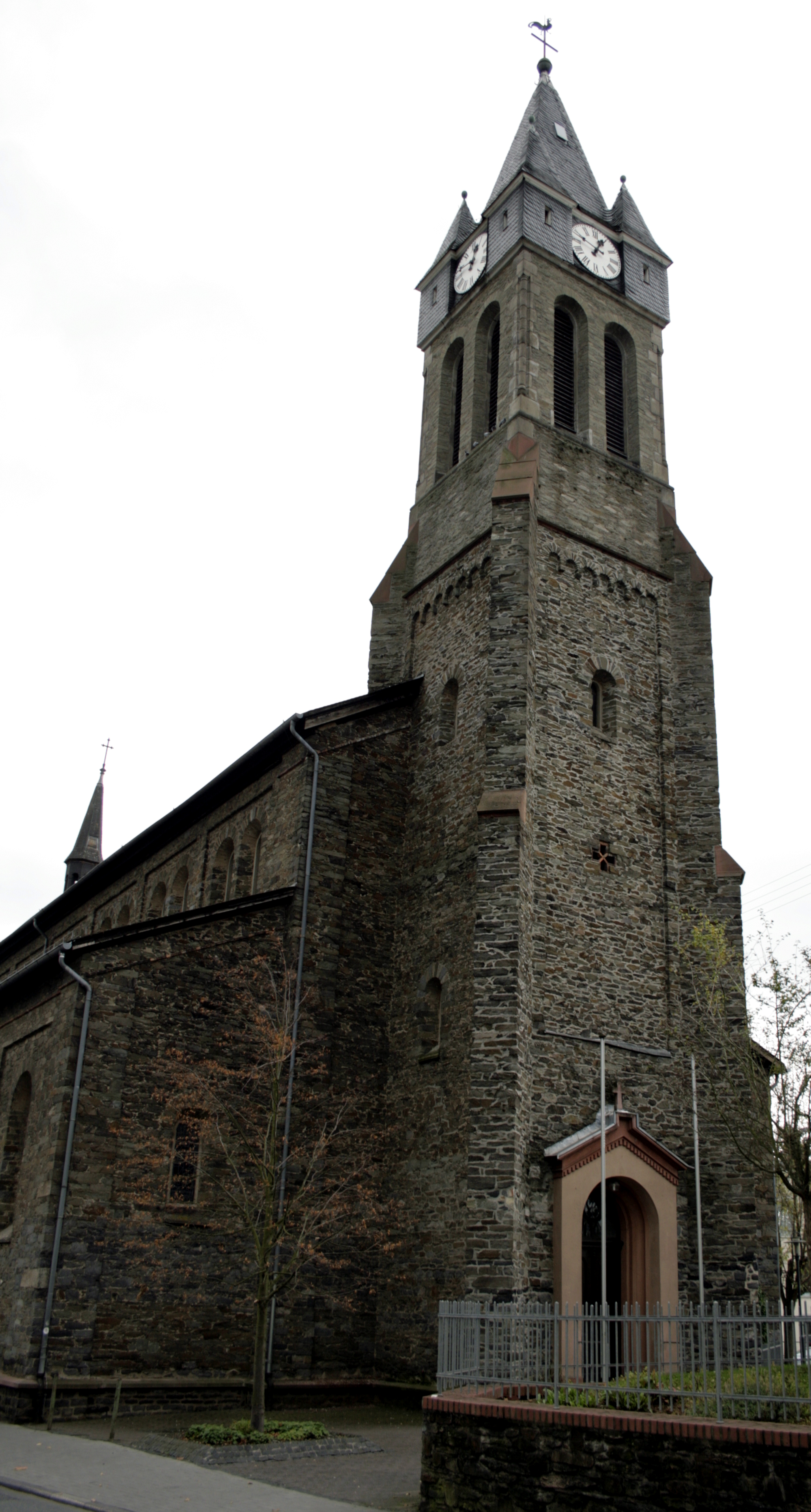
Turm der Pfarrkirche St. Johannes der Täufer

Die ältesten geschlossenen Gebäudeensembles, die bis heute in Elz vorhanden sind, stammen aus dem 17. Jahrhundert und befinden sich in der Pfortenstraße sowie in Teilen der Bach- und der Lehrgasse. Dabei handelt es sich ausnahmslos um Fachwerkbauten. Bis ins 19. Jahrhundert blieb der Ort auf das Mitteldorf, den Bereich zwischen Elbbach, Erbach und Straßenberg, begrenzt. Erst in dieser Zeit entwickelte sich westlich davon das Oberdorf.
Das Elzer Rathaus wurde 1561 als spätgotischer Fachwerkbau errichtet. Einzelne Mauerreste lassen sich einem spätmittelalterlichen Vorgängerbau zuordnen. Vermutlich im Dreißigjährigen Krieg beschädigte ein Brand das Gebäude schwer, so dass 1664 das Dach erneuert wurde. Der Ratssaal befand sich im ersten Stockwerk und dient heute als Amtszimmer des Bürgermeisters. In den rund 450 Jahren seiner Existenz hat das Haus mehrere Umbauten erfahren. Um 1800 wurde der offene Laubenumgang an den Seiten des Gebäudes abgerissen. Der hoch gelegene Bruchsteinkeller wurde 1973 an der straßenzugewandten Front seitlich aufgebrochen und in einen Fußgängerdurchgang umgewandelt. Von 1991 bis 1993 wurde das Rathaus umfassend saniert. Dabei entstand der moderne Parallelbau, der mit dem alten Rathaus durch einen Zwischenbau verbunden ist.
Durch besonders reiches Fachwerk fällt das um 1610 erbaute Haus Loer auf, das heute das Elzer Heimatmuseum beherbergt, ebenso das Bausche Haus, das ursprünglich dem Stift Dietkirchen gehörte, in seiner heutigen Form aber 1708 unter den Adelsfamilien Elkerhausen und Walderdorff entstand.

### Naherholungsgebiet
Das Naherholungsgebiet Anlagen liegt unweit des Ortskerns, nördlich der Pfarrkirche auf der Anhöhe in Richtung Malmeneich. Nachdem die Entscheidung, eine Kapelle auf dieser Anhöhe zu erbauen, verworfen wurde, entstand 1911 das Gebiet in Form eines kleinen Wäldchens. Der Name Anlagen war ursprünglich lediglich als Arbeitsname gedacht, bürgerte sich bei der Elzer Bevölkerung jedoch so stark ein, dass er bis heute noch besteht. Heute bieten die Anlagen neben einem strukturiert angelegten Baumlehrpfad auch eine Minigolfanlage und einen Spielplatz. Gepflegt wird das Naherholungsgebiet seit 1913 durch den Elzer Verschönerungsverein.

### Regelmäßige Veranstaltungen
- Die Elzer Kirmes: Der Höhepunkt des Jahreskreises ist die Elzer Kirmes oder in Mundart: „dej Elzer Kjärmes“. Diese Kirchweih der Gemeinde „St. Johannes der Täufer“, das jedes Jahr am dritten Wochenende im September stattfindet, gehört zu den größten Volksfesten der Region. Die Kirmes hatte für die Elzer Bevölkerung im Zeitalter des Pauperismus eine solche Bedeutung bekommen, da große Teile der Bevölkerung fern der Heimat arbeiteten, oft als Gaukler und Musiker (so genannte Elzer Tiroler). Sie kamen zur Kirmes traditionell zurück nach Hause. Ablauf: Für 18-jährige junge Männer des Orts beginnt ihre Kirmes bereits zwei Jahre zuvor, wenn sie mithelfen, den riesigen Kirmesbaum nur mit Muskelkraft aufzurichten. Im Jahr vor ihrer eigentlichen Kirmes werben sie an den Wochenenden bei den Eltern ihrer Kirmesmädchen (sogen. „Frei“). In der Woche vor der Kirmes halten sie am Kirmesbaum Wache. Am Samstag stellen die jungen Männer des nächsten Jahrgangs den reich geschmückten Baum nahe dem Rathaus auf – die Kirmes beginnt. Die Feierlichkeiten dauern bis Dienstag, wenn der Rausschmiss der Kirmesburschen durch den nächsten Jahrgang die Elzer Kirmes beschließt. Traditionell wird am folgenden Donnerstag die Kirmes beerdigt – eine Strohpuppe wird nach dem Trauerzug der Kirmesburschen am Kirmesbaum verbrannt. Im Jahr 2004 beging Elz die 150-Jahr-Feier der Kirchweihe mit einem historischen Festzug und einem historischen Markt.

- Elzer Eiszauber: Die Gemeinde verfügt über eine Eisbahn, die jährlich während der Adventszeit auf dem Hirtenplatz aufgebaut wird. Im Rahmen dieser rund 14-tägigen Veranstaltung öffnet ein kleiner Weihnachtsmarkt rund um die Eisbahn. Die Eisbahn, die seit 2003 aufgebaut wird, hat dazu geführt, dass fast alle Elzer Kinder Schlittschuh laufen können.

- Wutzkopp Fesitval: Seit 2012 wird jährlich im Juli auf der großen Wiese im Elzer Schwimmbad das Wutzkopp Festival veranstaltet. Anfangs nur an einem Tag, bieten die Veranstalter mittlerweile an zwei Tagen ein abwechslungsreiches Programm aus Rock-, Pop- und Alternative-Bands, welches ganz im Sinne des Wacken Open Air traditionell mit Blasmusik eröffnet wird. Teil des Programms ist eine Oldtimerfahrt mit jährlich über 100 Anmeldungen, welche durch die anliegenden Landkreise führt und schließlich beim Festival endet. Bei dem Festival treten kleine und große Bands aus ganz Deutschland und anderen Ländern auf. Veranstalter sind die Ortsvereine des DRK, des DLRG, der Freiwilligen Feuerwehr und der Musikverein "Elz Musikanten".

### Ehemalige Veranstaltungen
- Westerwald-Taunus-Ausstellung (WESTA): Diese – früher regelmäßig alle zwei Jahre stattfindende – Verbrauchermesse wurde seit dem Jahr 2006 nicht mehr veranstaltet.

- Hexenkessel: Seit 1994 veranstalteten die Rotjacken, die als Untergruppierung des Kulturkreises Elzer Bürgerhaus für die Ausrichtung von Fastnachtsveranstaltungen zuständig sind, an Altweiberfastnacht einen Umzug durch Elz. Initiiert wurde der „Hexenkessel“ durch den Elzer Ehrenbürger Karl Schäfer mit Unterstützung seiner Familie. Hintergrund war das Ziel, den Ortskern und die ansässige Gastronomie an der Altweiberfastnacht zu beleben. Es handelt sich um einen reinen Fußgruppenumzug ohne motorisierte Fahrzeuge in Anlehnung an den berühmten Morgestraich in Basel. Der Zugverlauf führte durch den Ortskern von Elz und endete mit einer gemeinsamen Abschlussveranstaltung, bei der die schönsten Kostüme prämiert wurden. Innerhalb weniger Jahre wurde diese Veranstaltung weit über die Grenzen von Elz hinaus bekannt. Bis zu 60 Fußgruppen hatten teilweise in phantasievollen Kostümen an den Umzügen teilgenommen. Im Februar 2018 fand der Elzer Hexenkessel zum letzten Mal statt, da die Teilnehmerzahl in den zurückliegenden Jahren immer weiter zurückgegangen war.

### Kulinarische Spezialitäten
- Elzer Quetschekuche (Zwetschgenkuchen): Die fünfte Strophe des Elzer Kirmesliedes Quetschekuche soiß än zoart, bäckt mer in Elz die richtig Oart (aus der Elzer Mundart, übersetzt etwa: Zwetschgenkuchen süß und zart, bäckt man in Elz auf die richtige Art) beschreibt die regionale Spezialität. Der Grund für die Popularität des Zwetschgenkuchens ist unter anderem das Zusammenfallen der Zwetschgenernte mit der Kirmes im September. Zubereitet wird der Hefekuchen mit Zwetschgenbelag auf einem großen, rechteckigen Backblech. Es handelt sich allerdings um keine spezifisch Elzer „Erfindung“, sondern um eine in der gesamten Region weit verbreitete Spezialität.

## Wirtschaft und Infrastruktur

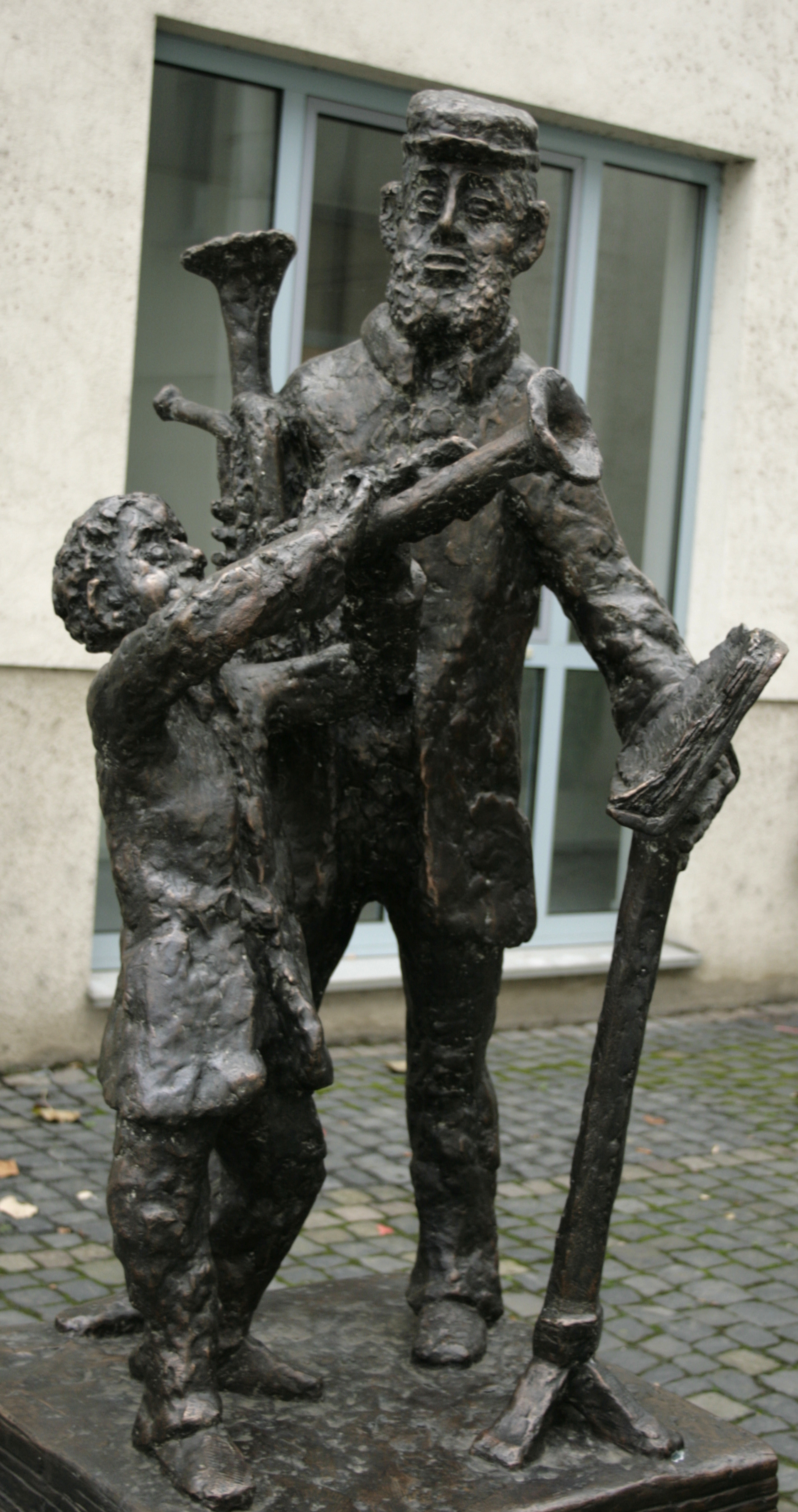
Musikantenskulptur im Innenhof des Elzer Rathauses. Urheber: Bildhauer Helmut Moos.

Am Ort sind über 600 Gewerbebetriebe mit weit über 2000 Arbeitsplätzen angesiedelt. Ein Gewerbegebiet befindet sich an der Bundesstraße 8 Richtung Ortsteil Malmeneich.

### Straßenverkehr
Durch Elz führt die Bundesstraße 8. Da sich dort häufig der Verkehr staut, ist im Bedarfsplan für die Bundesfernstraßen der Bau der Ortsumgehung Elz (Ostvariante) mit einem Investitionsvolumen von 12,6 Millionen Euro als vordringlicher Bedarf ausgewiesen. Der Verkehr auf der B 8 wurde durch ein stationäres Messgerät zur Geschwindigkeitsüberwachung beruhigt. Seit mehreren Jahren gibt es allerdings Auseinandersetzungen mit der Nachbarstadt Limburg, die ebenfalls eine Umgehung für ihren Stadtteil Offheim plant. Von beiden Straßen, die auch auf einer gemeinsamen Trasse geführt werden könnten, wären beide Kommunen betroffen.
Überregional bekannt ist die Gemeinde durch den Elzer Berg, über den die Bundesautobahn 3 an der markanten Geländestufe vom Unterwesterwald hinab in das Limburger Becken führt. Diese lange Gefällestrecke in Richtung Frankfurt ist ein berüchtigter Unfallschwerpunkt, sodass das Tempolimit von 100 Kilometern pro Stunde sowie das generelle Tempolimit von 80 km/h für Lkw von zwei aufeinanderfolgenden stationären Geschwindigkeitsmessanlagen überwacht wird.

### Eisenbahn

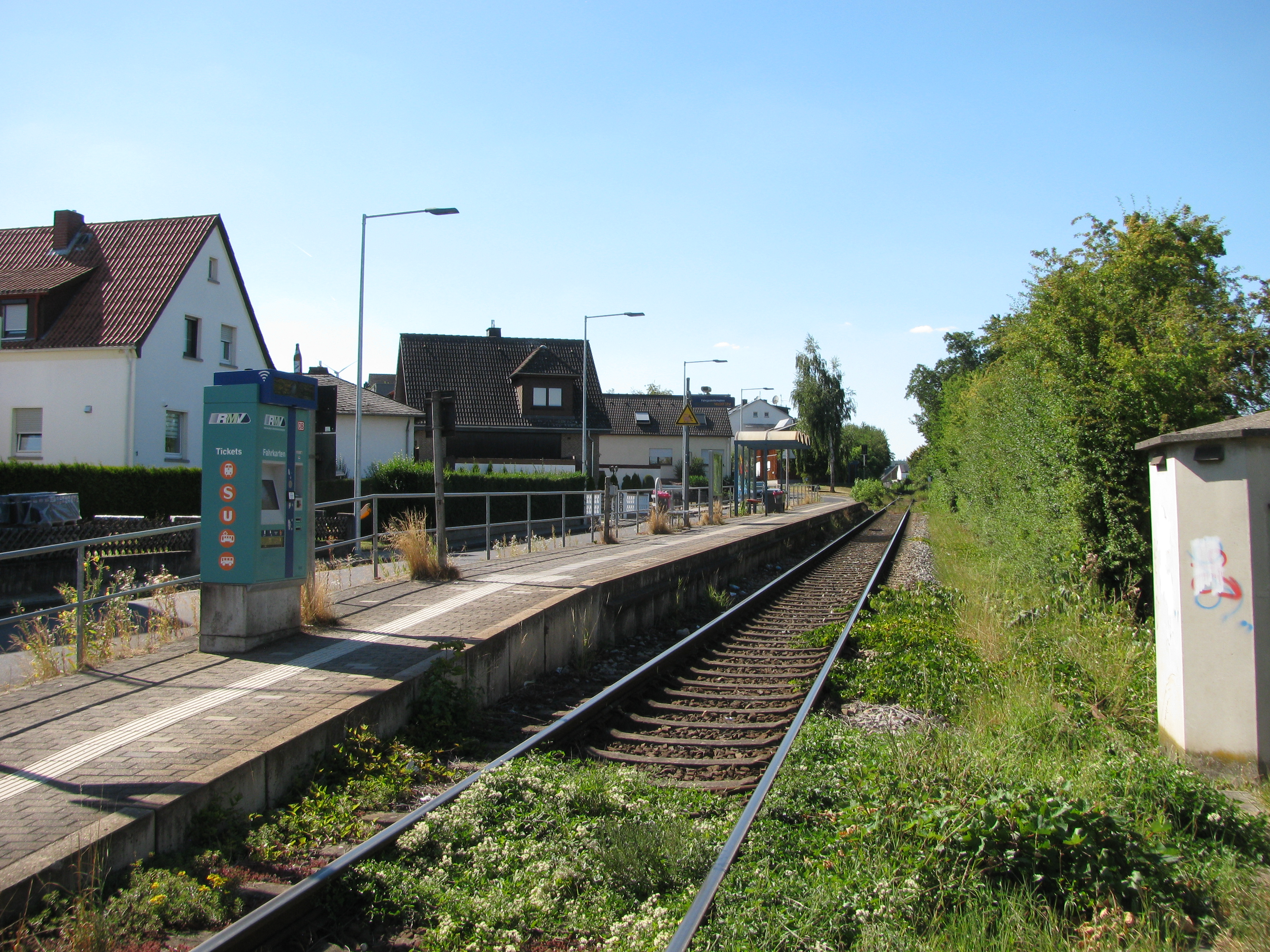
Der Bahnhaltepunkt Elz Süd an der Unterwesterwaldbahn

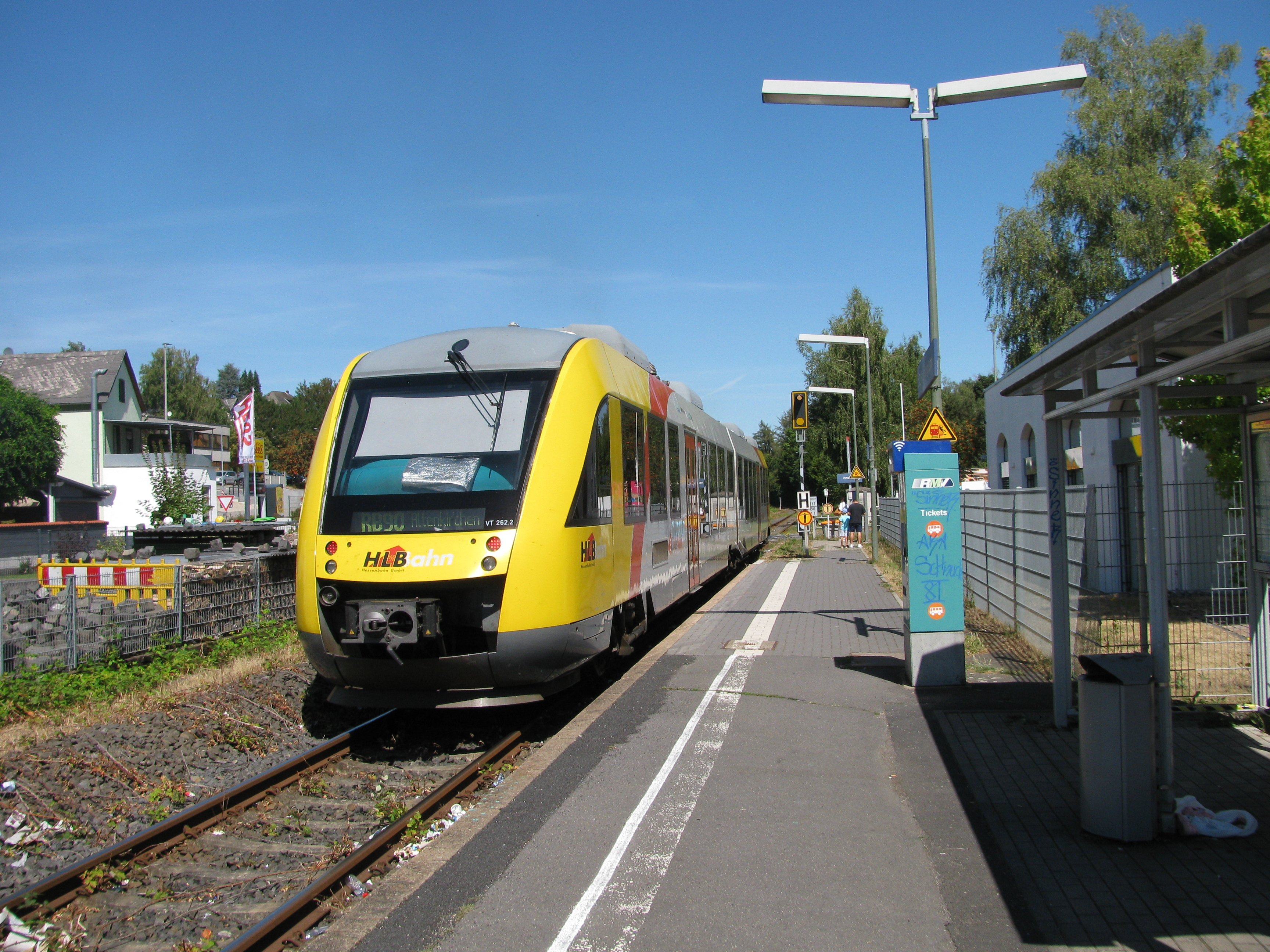
Der Haltepunkt Elz an der Westerwald-Sieg-Bahn

Elz verfügt über zwei Bahnhöfe: In der Nähe der Ortsmitte befindet sich der Bahnhof Elz an der Westerwald-Sieg-Bahn, der durch die Züge der Linie RB 90 Limburg–Kreuztal bedient wird. Elz mit dem Haltepunkt Elz Süd an die Bahnstrecke Limburg-Staffel–Siershahn (Unterwesterwaldbahn) angebunden, auf welcher die Züge der Linie RB 29 von Limburg (Lahn) über Diez Ost und Montabaur nach Siershahn verkehren. Beide Linien werden durch die Hessische Landesbahn HLB, Bereich Dreiländerbahn, betrieben.
Der Tunnel Elzer Berg der Schnellfahrstrecke Köln–Rhein/Main liegt ebenfalls auf dem Gebiet der Gemeinde. Nächstgelegener Fernbahnhof ist der rund acht Kilometer entfernte Bahnhof Limburg Süd.

### Luftfahrt
Elz verfügt über einen eigenen Flugplatz, der der Heimatflugplatz der Flugsportgruppe Elz ist.

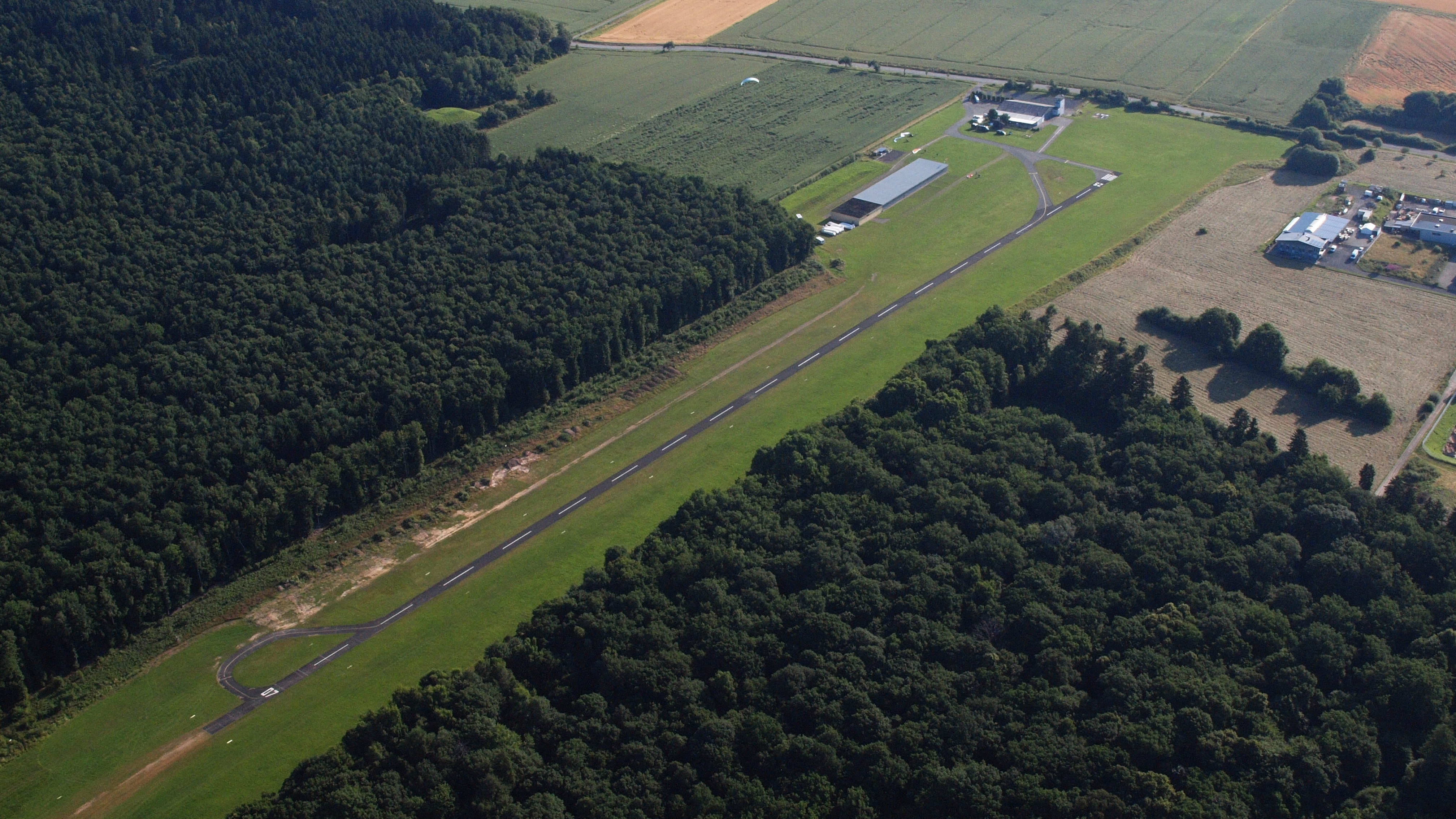
Flugplatz Elz

### Öffentliche Einrichtungen

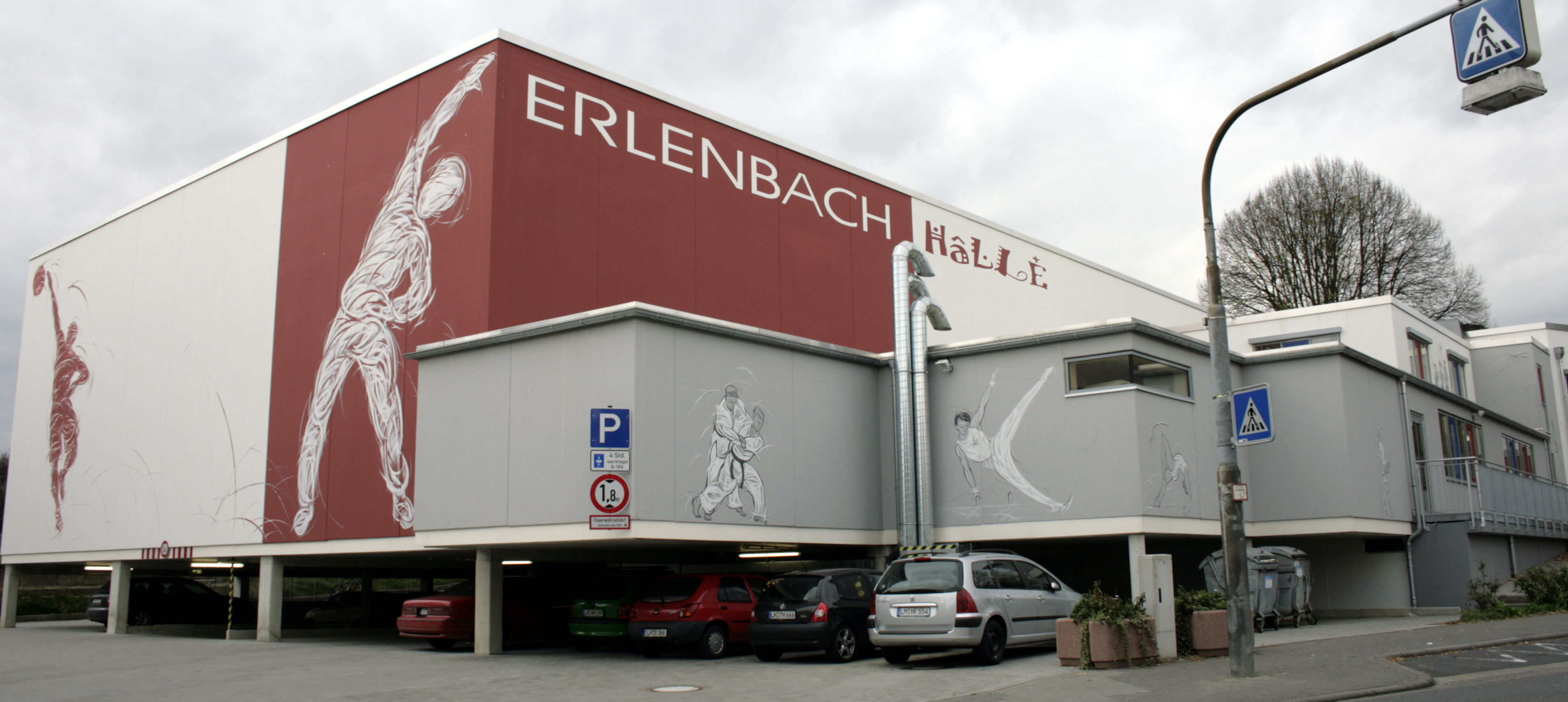
Erlenbachhalle

Elz hat ein großes Freibad mit weitflächigen Außenanlagen (Tischtennisplatte, Beachvolleyball-Feld, Basketballkorb, Schachfeld). Gleich daneben befinden sich das zentrale Sportgelände und die Tennisplätze. Außerdem bietet die Gemeinde vier Sporthallen: Vereinsturnhalle des Turnverein Elz, Radfahrhalle des Radfahrervereines, Turnhalle der Oranienschule und seit dem 30. Mai 2008 die Erlenbachhalle, eine Zweifeldsporthalle, die zur Erlenbachschule in der Hadamarer Straße gehört. In Elz gibt es zwei Seniorenheime und mehrere Möglichkeiten für Betreutes Wohnen.

### Bildung

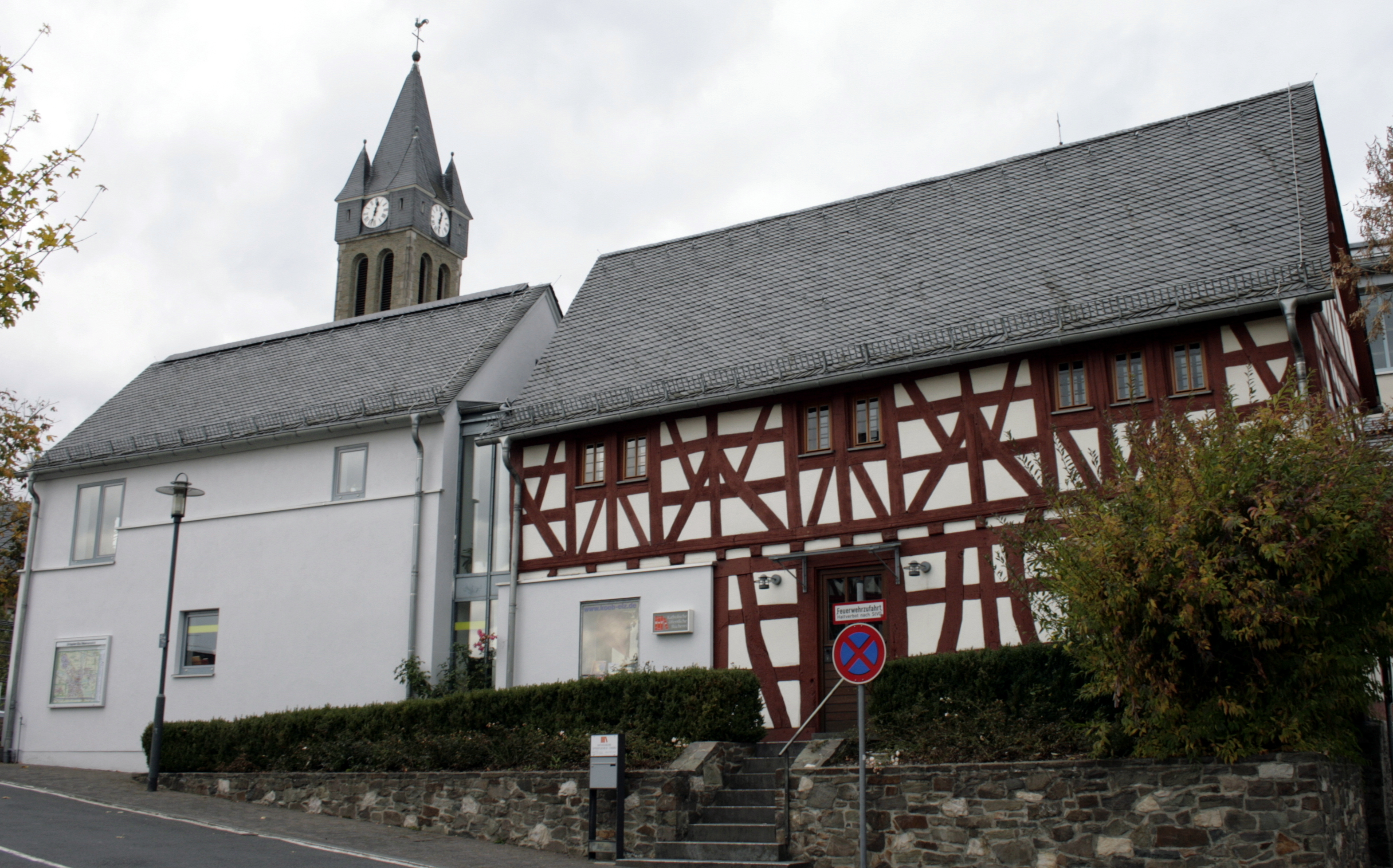
Stricksine Haus, heute öffentliche Bücherei, mit neuem Anbau (links)

Elz verfügt über die drei Kindertagesstätten St. Martin (Träger: Katholische Kirche), Unterm Regenbogen und Lollipop (Gemeinde Elz), die Kinderkrippe Mary Poppins (private Trägerschaft), die Oranien-Grundschule (bis Juli 2009 Grundschule Elz-Süd) sowie mit der Erlenbachschule über eine Grund-, Haupt- und Realschule, die auch eine Ganztagesbetreuung anbietet.

### Gefahrenabwehr
- Freiwillige Feuerwehr Elz, gegr. 1889 (einschl. Jugendfeuerwehr, seit 1. August 1972 und Kinderfeuerwehr, seit 27. Februar 2025)[34]
- Freiwillige Feuerwehr Malmeneich, gegr. 1957 (einschl. Jugendfeuerwehr, seit 9. September 2006)

## Persönlichkeiten
Ehrenbürger
- Caspar Fein (Pfarrer), (* 29. September 1882, † 27. Oktober 1965), Verleihung des Ehrenbürgerrechts am 29. September 1952
- Josef Friedrich (Bürgermeister), (* 26. November 1897, † 1. April 1978), Verleihung des Ehrenbürgerrechts im Januar 1968
- Schwester Ludwiga (Gertrud Dicks), Gemeindeschwester, (* 5. Januar 1913, † 2. Juni 1992), Verleihung des Ehrenbürgerrechts am 1. Januar 1983
- Jakob Martin, Erster Beigeordneter, (* 21. Februar 1914, † 28. Juni 2006), Verleihung des Ehrenbürgerrechts im August 1987
- Erhard Weimer (Dorfchronist und Autor der Elzer Chronik und des Elzer Atlases), (* 23. Februar 1927, † 2011), Verleihung des Ehrenbürgerrechts am 17. Januar 2005
- Karl Schäfer (Erfinder des Elzer Hexenkessel und Gründer des Bürgerfonds Elz), (* 10. November 1935), Verleihung des Ehrenbürgerrechts am 10. November 2005
- Ingrid Friedrich (* 11. August 1949), Verleihung des Ehrenbürgerrechts am 15. August 2025

Söhne und Töchter der Gemeinde
- Justus Stude (* um 1507; † 11. Dezember 1570 in Frankfurt am Main); Jurist, Kanzler und Hochschullehrer.
- Theodor Blank (* 19. September 1905, † 14. Mai 1972 in Bonn); Politiker (CDU), MdB, MdL (Nordrhein-Westfalen), Bundesverteidigungsminister (1955–1956) und Bundesminister für Arbeit und Sozialordnung (1957–1965)
- Joseph Blank (* 12. Februar 1913, † 14. Juni 1994 in Düsseldorf); Politiker (CDU), MdL (Nordrhein-Westfalen), Landesminister für Landesplanung, Wohnungsbau und öffentliche Arbeiten von Nordrhein-Westfalen (1962–1963)
- Irmgard Blättel (* 18. Juli 1928); Gewerkschafterin und war von 1980 bis 1990 Mitglied im Vorstand des DGB
- Kurt Hunsänger (* 21. Januar 1950); dreimaliger Weltmeister, mehrfacher Europameister und Deutscher Meister im Kunstradfahren
- Johann Nikolaus Scheuer (* 7. Juli 1950); Richter
- Manfred Michel (* 23. Februar 1953); Politiker (CDU), von 2007 bis 2019 Landrat des Landkreises Limburg-Weilburg
- Heinrich Watzka (* 5. Oktober 1954); Jesuit, Professor für Philosophie an St. Georgen in Frankfurt
- Michael Blättel (* 29. September 1960); ehemaliger Fußballbundesligaspieler

Persönlichkeiten, die vor Ort gewirkt haben
- Roman Poseck (* 16. März 1970 in Mülheim an der Ruhr); deutscher Jurist, seit 2012 Präsident beim Oberlandesgericht Frankfurt am Main, seit 2022 Hessischer Minister der Justiz